# Chronologie de la controverse des caricatures de Mahomet
Pour un article plus général, voir Caricatures de Mahomet du journal Jyllands-Posten.
Cet article traite de la chronologie de la controverse des caricatures de Mahomet publiées dans le journal danois Jyllands-Posten et qui ont entraîné une crise internationale.
Il relate le déroulement des événements qui ont suivi la publication de caricatures de Mahomet le 30 septembre 2005, en décrivant les étapes qui ont permis d'arriver à des violences et des tensions internationales à la suite de la polarisation du conflit et de l'escalade des attitudes de part et d'autre.

## 2005

### Septembre 2005
- 17 septembre : le journal danois Politiken publie l'article Dyb angst for kritik af islam (Peur profonde de la critique de l'islam)[1].
- Courant septembre. Flemming Rose, responsable du service culturel du journal conservateur Jyllands-Posten lance un appel à la fédération des dessinateurs indépendants du Danemark et leur demande des dessins représentant Mahomet. Cette initiative est une réponse aux difficultés rencontrées par l'écrivain danois Kåre Bluitgen pour faire illustrer son livre pour enfants consacré à Mahomet, depuis l'assassinat de Theo van Gogh aux Pays-Bas en 2004 ; les artistes danois contactés avaient fait part de leur peur des réactions d'extrémistes musulmans. ll n'est pour l'heure pas question de "caricatures". Sur les quarante artistes contactés par le Jyllands-Posten, douze répondent positivement[2].
- 30 septembre : Première publication des douze "caricatures" par le journal danois Jyllands-Posten sous le titre Les visages de Mahomet.

### Octobre 2005
- 9 octobre : La Société islamique du Danemark exige que le Jyllands-Posten présente ses excuses et retire les caricatures.
- 12 octobre : Le Jyllands-Posten indique avoir reçu des menaces de mort.
- 14 octobre :
  - 3 500 musulmans manifestent devant les bureaux du Jyllands-Posten.
  - Deux des dessinateurs reçoivent des menaces de mort.
- 16 octobre : Danemark. Un adolescent de 17 ans est interpellé à Aarhus. Il est suspecté d'avoir menacé deux des auteurs des caricatures.
- 17 octobre : Publication : Six caricatures du Jyllands-Posten sont publiées dans le journal égyptien Al Fagr, pendant le Ramadan, sans aucune réaction ni politique ni religieuse. (Première publication dans un journal musulman et deuxième republication mondiale)[3],[4].
- 19 octobre : Onze ambassadeurs demandent à rencontrer le premier ministre du Danemark, Anders Fogh Rasmussen, et exigent qu'il prenne ses distances avec les dessins publiés dans le Jyllands-Posten ainsi qu'avec les autres propos péjoratifs parus dans les médias danois sur l'islam. Le Premier ministre refuse cette entrevue au motif qu'il n'a pas d'influence sur la liberté de la presse.
- 20 octobre : Un groupe islamiste nommé les Brigades glorieuses en Europe du Nord menace de commettre des attentats au Danemark, notamment au siège de Jyllands-Posten.

### Novembre 2005
- De novembre à décembre, une délégation d'imams de la Société islamique du Danemark se rend au Moyen-Orient (Égypte, Liban, Syrie) sous prétexte d'attirer l'attention sur les caricatures. Ils présentent un dossier comprenant trois dessins de plus que les douze publiés dans le Jyllands-Posten.
- Publication :  un autre journal danois, Weekendavisen publie une série additionnelle de 10 caricatures de Mahomet[5].
- 2 novembre : Le ministre des affaires étrangères libanais rencontre l'ambassadeur d'Égypte au Liban afin d'évoquer l'affaire des caricatures et réfléchir aux mesures pouvant être prises contre le Danemark.
- 3 novembre :
  - Publication : Le journal allemand Frankfurter Allgemeine Zeitung publie une des caricatures.
  - Publication : Le journal bosniaque Slobodna Bosna publie les caricatures[6].
- 7 novembre : Le gouvernement du Bangladesh proteste officiellement auprès du gouvernement danois[7].
- 15 novembre : Le journal pakistanais Nawa-i-Waqt indique qu'un responsable du groupe islamiste Jamaat-e-Islami offre une récompense de 500 000 roupies (7 150 euros) à quiconque tuerait l'un des dessinateurs.
- 16 novembre : L'Association mondiale des journaux (WAN) déclare soutenir l'action du Jyllands-Posten.

### Décembre 2005
- 2 décembre :
  - Le premier ministre danois condamne les propos du responsable islamiste du Jamaat-e-Islami tout en mettant en garde ses ressortissants.
  - Le Jamaat-i-Islami indique qu'il n'est pas impliqué dans ces menaces de mort
- 8 décembre : Le Sommet islamique à La Mecque évoque les caricatures.
- 29 décembre : Les ministres des affaires étrangères arabes, réunis au Caire au siège de la Ligue arabe, se déclarent "surpris et indignés" par l'inaction du gouvernement danois.

### Janvier 2006
- 1er janvier : Danemark. Au cours de son discours du Nouvel An, le premier ministre danois, Anders Fogh Rasmussen, met l'accent sur le fait que la religion et la liberté de pensée sont respectées de manière égale au Danemark.
- 7 janvier : Publication : deux caricatures sont imprimées dans le journal suédois Expressen et dans des journaux associés Kvällsposten et GT.
- 10 janvier : Publication : Le journal conservateur protestant Magazinet publie l'ensemble des 12 caricatures.
- 22 janvier : Publication : Le Brussels Journal publie les caricatures.
- 24 janvier : Le gouvernement d'Arabie saoudite lance sa première condamnation publique des caricatures[8].
- 26 janvier :
  - L'Arabie saoudite commence le boycott des produits danois et rappelle son ambassadeur du Danemark.
  - Norvège. Le ministre des Affaires étrangères envoie une lettre aux ambassadeurs norvégiens au Moyen-Orient affirmant que l'un des piliers de la société norvégienne est la liberté d'expression, cependant il regrette aussi que Magazinet n'ait pas respecté les croyances des musulmans[9].
- 27 janvier : Koweït. Le boycott démarre au Koweït.

## Février 2006

### 1erfévrier2006
Évènements
- France. Publication : Le journal France-Soir publie les douze caricatures danoises. Limogeage de Jacques Lefranc, président et directeur de la publication de France-Soir par Raymond Lakah.
- Allemagne.  Publication : Le journal Die Welt publie certaines des caricatures, ainsi que les journaux Der Tagesspiegel et Berliner Zeitung[10].
- Italie. Publication : Le journal La Stampa publie les caricatures danoises.
- Espagne. Publication : Le journal El Periódico de Catalunya publie les caricatures.
- Pays-Bas. Publication : Les journaux de Volkskrant, NRC Handelsblad, et Elsevier publient les caricatures.
- États-Unis. Publication : Les caricatures sont uploadées sur Wikipedia.
- Danemark. Deuxième alerte à la bombe nécessitant une évacuation du personnel du journal Jyllands-Posten.

Réaction
- Finlande. Le ministre des Affaires étrangères finlandais, Erkki Tuomioja critique le gouvernement danois pour ses actions lentes dans cette affaire.
- Norvège. Le vice-ministre norvégien des affaires étrangères présente ses excuses au chef de la diplomatie libanaise.
- Oman. Boycott des produits danois par les chaînes de magasin.
- Syrie. L'ambassade du Danemark en Syrie est évacuée pour une (fausse) alerte à la bombe.[réf. nécessaire]. Le gouvernement syrien rappelle (fait revenir) son ambassadeur du Danemark. L'ambassadeur danois à Damas est convoqué par les autorités syriennes.
- Tchétchénie. Le chef de guerre, politicien, et "terroriste" Chamil Bassaïev condamne les caricatures.
- Malaisie. Une organisation malaisienne influente, L'Association des consommateurs musulmans de Malaisie, appelle le gouvernement de Malaisie à adresser au gouvernement danois une protestation contre les caricatures[11].
- Indonésie. Le ministère des Affaires étrangères indonésien condamne les caricatures, en affirmant que la liberté d'expression ne devrait pas être utilisée comme un prétexte pour insulter une religion[12].

### 2 février 2006
- Des groupes armés palestiniens menacent de s'en prendre aux Occidentaux (spécialement les Français, Danois et Norvégiens) se trouvant à Gaza et en Cisjordanie ; des membres du Fatah ont pénétré dans le centre abritant la représentation de l'Union européenne, exigeant des excuses.[réf. nécessaire]
- La Norvège ferme sa représentation diplomatique en Palestine.[réf. nécessaire]

### 3 février 2006
- Monde. Manifestations de musulmans dans le monde. En Mauritanie, en Turquie, au Liban, en Palestine, en Irak, en Iran, au Pakistan, en Indonésie.
- Israël (Karmia). Le Jihad islamique palestinien revendique le tir d'une roquette qui a fait 4 blessés pour « défendre le prophète ». Un bébé est grièvement blessé. [réf. nécessaire]
- Turquie. Manifestation : Des manifestants brûlent des drapeaux danois et français.
- Cisjordanie (Naplouse). Manifestation : Les manifestants brûlent les drapeaux danois, norvégiens et français.
- Syrie (Damas). Une rumeur est propagée par SMS selon laquelle les Danois iraient brûler des exemplaires du Coran sur la grande place de Copenhague. L'objectif est d'exciter la foule des musulmans syriens, cet objectif est atteint.[réf. nécessaire]
- Angleterre (Londres). Manifestation : Des centaines de musulmans manifestent après la grande prière à la mosquée centrale de Regent's Park. Les slogans sont particulièrement violents. - « Massacrons ceux qui insultent l'islam » - « Europe tu vas payer - « Décapitons ceux qui insultent l'islam » - « Exterminons ceux qui calomnient l'islam » - « Europe tire la leçon du 11 septembre » - « Britanniques, vous allez payer avec votre sang » - « Le 7 juillet va revenir » - « Jihad, jihad à bas l'Europe ».[réf. nécessaire]

### 4 février 2006
Évènements
- Syrie. Manifestation : à la suite de la campagne d'intoxication organisée en sous-main par le régime syrien, des manifestants attaquent les ambassades européennes. Les ambassades de Norvège et du Danemark sont incendiées ainsi que celles du Chili et de la Suède. L'ambassade de France est prise d'assaut mais les policiers la défendent et repoussent les manifestants[13].
- Djibouti. Manifestation : de violentes manifestations ont lieu contre les caricatures. 1500 étudiants descendent dans la rue. Le mouvement fait cinq blessés dont un grièvement atteint par le gaz lacrymogène utilisé par les forces de l'ordre, afin de se défendre contre les pierres, cailloux et autres[14].
- Angleterre (Londres). Manifestation : À l'appel de l'organisation islamiste Hizb ut-Tahrir, un millier de musulmans manifestent devant l'ambassade du Danemark. Les slogans sont du type "Massacrez ceux qui insultent l'islam" et "Europe, ton 11 septembre* va venir" ; l'un des manifestants était habillé comme un terroriste kamikaze. (*cf Attentats du 11 septembre 2001 à New York).[réf. nécessaire]
- Jordanie. Publication : arrestation de deux rédacteurs en chef jordaniens qui avaient publié les caricatures dans leurs journaux (Jihad Momani, rédacteur en chef de l'hebdomadaire Shihane et Hachem al-Khalid, rédacteur en chef du journal Al-Mehwar)[15].

Réactions
- Union européenne (Vienne). La présidence autrichienne de l'Union européenne déclare ces attaques inacceptables[16],[17].
- États-Unis. Les États-Unis condamnent de manière forte les attaques et accusent le régime du président syrien Bachar el-Assad de les soutenir[18],[19].
- Gaza. Mahmoud al-Zahar, dirigeant de l'organisation terroriste palestinienne Hamas à Gaza déclare que les auteurs des dessins méritent la mort : "Nous aurions dû tuer tous ceux qui offensent le Prophète, et au lieu de cela nous sommes là, en train de protester pacifiquement[20],[21].

### 5 février 2006
Évènements
- Turquie (Trabzon). Meurtre d'Andrea Santoro : Un lycéen de 16 ans, Oğuzhan Akdin, abat le prêtre catholique italien dans l'église où il est en poste dans le cadre du programme Fidei donum[22]. Le lycéen indique à la police que son acte est motivé par l'affaire des caricatures de Mahomet du journal Jyllands-Posten[23]. L'assassinat est perpétré dans un climat de dénigrement antichrétien alimenté par la presse populaire turque qui fait suite à l'affaire des caricatures[24].
- Liban (Beyrouth). Manifestation : La police utilise des gaz lacrymogènes pour disperser une foule de manifestants de plus de 15 000 personnes répondant à l'appel du « Mouvement national pour la défense du prophète Mahomet » qui ont pris d'assaut le consulat du Danemark et l'ont incendié. Avec les slogans "Il n'y a de Dieu qu'Allah et Mohammed est son prophète", les manifestants lapident des églises (église Saint-Maron), des commerces et des villas du quartier chrétien d'Achrafiyé, et en détruisent les voitures de police et les camions de pompiers. Il y a plusieurs dizaines de blessés. 180 manifestants sont arrêtés, 2/3 des détenus sont d'origines syrienne et palestinienne[25].
- Afghanistan (Jalalabad). Manifestation : Un millier de personnes manifestent pour protester contre la publication des caricatures.
- Palestine (Naplouse). Manifestation : Une vingtaine de Palestiniens en armes manifestent devant le centre culturel français.
- Égypte (Le Caire). Manifestation : 3 000 Égyptiens manifestent et demandent au gouvernement de rompre les relations avec le Danemark et la Norvège et d'entamer un boycott.
- Irak. Des soldats danois en Irak sont la cible de tirs dans le sud du pays.
- France (Paris). Manifestation : Des milliers de personnes participent à une manifestation entre place de la Nation et Bastille, manifestation non autorisée par la préfecture et dont les Renseignements généraux ne disent rien savoir[26]. Le Parti des musulmans de France (PMF) aura organisé deux autres manifestations à Lyon, puis Strasbourg.
- Belgique (Bruxelles). Manifestation : Plus de 3 000 personnes défilent au pas de charge jusqu'aux grilles de la VRT et de la RTBF à l'appel (relayé par SMS) d'un jeune d'origine marocaine qui demandait à la VRT (télévision flamande) de ne plus montrer les caricatures. Aucune organisation n'avait appelé à manifester[27].

Réactions
- Le parti conservateur britannique demande que la police agisse contre les manifestations violentes de Londres.[réf. nécessaire]
- L'Iran rappelle son ambassadeur au Danemark.[réf. nécessaire]
- L'ambassade américaine à Damas ferme ses portes.[réf. nécessaire]
- Le ministre danois des affaires étrangères appelle ses ressortissants à quitter le Liban.[réf. nécessaire]
- L'Union européenne et les États-Unis condamnent les incendies qui ont ravagé les représentations diplomatiques.[réf. nécessaire]
- ONU. Le secrétaire général des Nations unies Kofi Annan renouvelle son appel au monde musulman à accepter les excuses présentées par le journal danois qui a publié les caricatures de Mahomet et à s'abstenir de toute réaction violente[28].
- Irak.
  - L'Armée islamique en Irak menace de frapper les intérêts des pays européens dont des journaux ont publié des caricatures.
  - Le ministère irakien des Transports, Salam al-Maliki, annonce le gel des contrats avec le Danemark et la Norvège pour protester contre la parution de caricatures de Mahomet. [réf. nécessaire]
- Liban.
  - Démission du ministre de l'intérieur, Hassan Sabeh, après l’incendie du consulat danois.
  - Saad Hariri dénonce une manipulation syrienne, utilisant comme prétexte les dessins pour engager des actions de déstabilisation du Liban.
- France.
  - L'ancien premier ministre Laurent Fabius déclare que "Beaucoup de musulmans se sont sentis blessés" (par les caricatures de Mahomet) "pour autant cela ne permet pas de porter atteinte à la liberté d'expression".[réf. nécessaire]
  - L'ancien ministre socialiste Dominique Strauss-Kahn affirme à LCI au sujet de la manifestation parisienne que "cela sent la manipulation". Fouad Allaoui, vice-président du Conseil français du culte musulman, déclare ne pas être informé de ce rassemblement.[réf. nécessaire]

### 6 février 2006
Évènements
- France (Paris). Les locaux du quotidien France-Soir, qui a reproduit les caricatures, sont évacués à la suite d'une alerte à la bombe communiquée par un appel anonyme. Des artificiers et des experts du Laboratoire central de la police judiciaire sont dépêchés sur place[29].
- Finlande (Helsinki). Manifestation : 200 manifestants musulmans devant l'ambassade du Danemark.
- Croatie. Publication : Le journal croate "Nacional" publie les caricatures, dont 6 en couverture[30].
- Indonésie
  - Jakarta : Manifestation : Des centaines de musulmans protestent devant l'ambassade du Danemark. Jets de pierre et vitres brisées. La manifestation tourne à l'émeute. Les émeutiers attaquent, tir sur un policier. Les policiers ripostent, tirent sur la foule. 1 mort, 4 blessés.
  - Surabaya : Manifestation : La police tire en l'air devant le consulat des États-Unis pour repousser les manifestants.
- Afghanistan :
  - Jalalabad : Manifestation :  Les manifestants ont comme slogan: « Mort Aux Danois, Mort aux Juifs ». Un mort, plusieurs blessés.
  - Kaboul : Manifestation : Quatre manifestants sont tués et 19 autres blessés devant la base américaine de Bagram.
- Thaïlande (Bangkok). Manifestation : 200 musulmans manifestent devant l'ambassade du Danemark au cri de « Allah est grand » et en brûlant des drapeaux danois.
- Inde (Cachemire indien, Srinagar). Manifestation : Grève générale pour manifester contre les caricatures. Écoles et commerces fermés.
- Inde (New Delhi). Manifestation : La police indienne fait usage de grenades lacrymogènes et de canons à eau pour disperser des centaines d'étudiants qui manifestent.
- Irak (Kout). Manifestation : 2000 chiites irakiens réclament une fatwa (avis religieux) de leurs dirigeants religieux autorisant l'assassinat des auteurs des caricatures de Mahomet jugées blasphématoires. Les manifestants brûlent les drapeaux du Danemark, d'Allemagne et d'Israël mais aussi une effigie du Premier ministre danois Anders Fogh Rasmussen. Ils appellent à la mort de quiconque insulte leur prophète[31].
- Gaza. Manifestation : La police palestinienne disperse manu militari les centaines d'écoliers qui manifestaient en jetant des pierres sur le bureau de l'Union européenne.
- Somalie (Bossaso). Manifestation : Au moins une personne est tuée et plusieurs autres blessées dans la ville portuaire de Bossaso (nord-est du pays) lors d'affrontements entre forces de sécurité et manifestants dénonçant la publication des caricatures. Les manifestants jettent des pierres sur les bureaux des organisations internationales d'aide et des Nations unies.
- Égypte (Le Caire). Manifestation :  Des milliers d'étudiants égyptiens, menés par le cheikh d'Al-Azhar, la plus haute autorité de l'islam sunnite, manifestent au Caire pour protester contre « l'atteinte faite au prophète ». Le cheik a qualifié le journal danois et les quotidiens européens de « presse de caniveau ». En plus de cheikh Tantaoui, le mufti de la République Ali Jomaa, et le ministre des Waqfs (bien religieux), Mahmoud Hamdi Zagzoug, participent à la manifestation, qui a eu lieu à l'université d'Al-Azhar. « Les musulmans ne vont pas laisser passer cette insulte », affirme le Ministre M. Zagzoug.
- Australie (Canberra). Manifestation : Des musulmans en colère exigent les excuses d'un quotidien australien qu'il a publié l'une des douze caricatures de Mahomet.
- Iran (Téhéran).
  - Manifestation : L'ambassade d'Autriche est attaquée par des centaines d'Iraniens qui tentent d’y mettre le feu en lançant des cocktails Molotov après avoir brisé toutes les vitres du bâtiment. Les protestataires dénoncent à la fois la saisine du Conseil de sécurité dans le dossier nucléaire iranien et la publication des caricatures[réf. nécessaire]. Le rassemblement, prévu et autorisé, est organisé par les Bassidjis, la milice des Gardiens de la Révolution islamique, dans lesquels le président Mahmoud Ahmadinejad a fait une partie de sa carrière.
  - Manifestation : Des centaines de manifestants lancent des cocktails Molotov contre l'enceinte de l'ambassade du Danemark.
- Liban (Beyrouth). Manifestation : Plus de 300 personnes sont interpellées par l'armée et la police libanaises à la suite des émeutes survenues dans un quartier chrétien de Beyrouth.

Réactions
- Danemark.
  - Le ministère danois des Affaires étrangères déconseille aux ressortissants du royaume de se rendre dans 14 pays musulmans.
  - Une organisation regroupant douze tour-opérateurs danois représentant 90 % des voyages charters du pays décide d'annuler tous ses voyages à destination de l'Égypte, de la Tunisie et du Maroc.
  - L'équipe nationale danoise de tennis de table décide d'annuler sa participation à deux tournois Pro Tour au Qatar et au Koweït à la suite des recommandations du gouvernement danois.
- Suède. La Suède réclame une initiative commune de l'Union européenne et de pays arabes pour mettre fin aux violentes manifestations.
- Belgique. Un haut responsable américain accuse la Syrie d'avoir joué un rôle dans les attaques contre des ambassades européennes à Damas.
- Union européenne (Bruxelles). La Commission européenne appelle à « un retour à un débat apaisé ».
- Union européenne (Vienne). La présidence autrichienne de l'Union européenne demande aux pays musulmans « d'assurer la protection » des personnes et des biens.
- ONU. À Dubaï, le secrétaire général de l'Onu Kofi Annan appelle les musulmans en colère à « pardonner » et à s'abstenir de tout recours à la violence.
- République tchèque. Le ministère des Affaires étrangères tchèque annonce un renforcement des mesures de sécurité aux abords de la mission diplomatique tchèque à Ramallah, en Cisjordanie, à la suite des récentes attaques contre des ambassades européennes.
- Allemagne. L'Allemagne déclare qu'elle veut utiliser ses contacts dans le monde arabe pour désamorcer les violences et éviter une « guerre des cultures ».
- Allemagne (Berlin). La chancelière allemande Angela Merkel fait part au Premier ministre danois Anders Fogh Rasmussen de son « inquiétude » face aux « excès inacceptables » contre les intérêts danois.
- Angleterre.
  - « Rien ne peut justifier la violence contre des ambassades en liaison avec l'affaire des caricatures de Mahomet et nous sommes pleinement solidaires des pays visés », affirme le porte-parole du Premier ministre britannique Tony Blair.
  - Le journal The Sun publie des photos de manifestants du 4 février, dont celle d'un jeune déguisé en kamikaze, qui, selon le Sun, aurait dû être arrêté sur le champ.
- France. Le président de la république Jacques Chirac « exprime sa condamnation » de toutes les violences contre le Danemark dans le monde musulman et sa « solidarité » avec le pays, lors d'un entretien téléphonique avec le Premier ministre danois Anders Fogh Rasmussen.
  - La France condamne les attaques « injustifiables » contre des locaux diplomatiques à Beyrouth et à Damas.
  - Le Parti communiste français (PCF) condamne « avec la plus grande fermeté »" les violences contre des journaux ou des pays à la suite de la publication de caricatures de Mahomet.
  - Le Parti socialiste estime que « ce n'est pas la rue qui fait la loi »" et que « la liberté de la presse et d'expression sont consubstantielles à la démocratie et ne se négocient pas ».
  - L'association de défense de la laïcité Egale, que préside le sénateur radical Gérard Delfau, dénonce dans un communiqué la « Sainte Alliance » qui s'est constituée contre la liberté d'expression.
  - Mouloud Aounit, représentant du MRAP qui veut porter plainte pour haine raciale dénonce à la radio RMC le journal France-Soir comme « un journal de la droite-extrême », il affirme que « le Danemark est un pays raciste ». Selon ses propres mots, les fanatiques se servent de l'excuse de ces caricatures pour faire appliquer leurs points de vue sectaires.
  - Le parti de la droite nationaliste bretonne Adsav assure le Danemark de son soutien.
- France. Le secrétaire national du Parti socialiste (PS) à la laïcité, Jean Glavany, dénonce « une concession inacceptable aux intégrismes et aux fondamentalismes » dans certaines prises de position à propos de la publication des caricatures.
- Québec. L'écrivain Maurice G. Dantec publie son pamphlet « Nous sommes tous des caricaturistes Danois ». Il affirme que « C'est la 4e Guerre mondiale qui vient de commencer »[32].
- Bulgarie. Le Premier ministre bulgare, Sergueï Stanichev, appelle les médias de son pays à « respecter » les sentiments des musulmans après la reprise de caricatures de Mahomet dans trois quotidiens bulgares, tout en jugeant « inacceptables » les manifestations de violence.
- Espagne. Le gouvernement espagnol annonce un renforcement de la sécurité de ses ambassades pour prévenir d'éventuelles attaques de musulmans.
- Vatican. Un responsable au Vatican du dialogue interreligieux, l'archevêque britannique Michael Fitzgerald, invite chrétiens et musulmans à « calmer les esprits ».
- Roumanie. L'Église orthodoxe roumaine lance un appel à la « tolérance et à la responsabilité ».
- Roumanie Le Premier ministre roumain, Călin Popescu-Tăriceanu invite au respect des « sensibilités religieuses », regrettant la vague de violences dans le monde arabe.
- Russie. La Russie appelle au calme et à la tolérance.
- Macédoine (Skopje). L'Église orthodoxe macédonienne condamne la publication en Europe de caricatures de Mahomet.
- Croatie. Un parti musulman croate qualifie les caricatures de « terrorisme médiatique ». « La liberté de la presse n'est qu'un prétexte pour que le terrorisme médiatique contre les musulmans devienne encore plus présent dans la presse mondiale », a estimé le Parti de l'action démocratique (SDA).
- Australie. Plusieurs journaux australiens, dont les principaux tabloïds de Sydney et de Melbourne, indiquent qu'ils n'ont pas l'intention de publier les caricatures.
- Malaisie. Publication : Le rédacteur en chef d'un petit journal malaisien démissionne après avoir reproduit les caricatures.
- Djibouti. Interdiction des importations de produits danois ainsi que leur commercialisation après des manifestations contre la publication de caricatures de Mahomet[33].
- Pakistan (Multan). La principale association de médecins pakistanais annonce un boycott des médicaments issus des pays européens où ont été publiées les caricatures.
- Syrie. Le ministre syrien des Affaires religieuses, Ziad Eddin Ayyoubi, rejette les critiques de passivité des autorités syriennes formulées par le Danemark lors du saccage de son ambassade samedi dernier à Damas.
- Iran (Téhéran). Le plus important journal iranien annonce le lancement d'un concours de caricatures sur l'Holocauste, alors que les caricatures de Mahomet n'ont été faites par aucun juif ni aucun israélien.

### 7 février 2006
Évènements
- Croatie (Zagreb). Publication : L'hebdomadaire croate Nacional publie les douze caricatures représentant Mahomet.
- Bosnie-Herzégovine (Sarajevo). Manifestation : Des musulmans brûlent le drapeau croate[34].
- Angleterre (Londres).
  - Publication : Un hebdomadaire étudiant publié à l'université de Cardiff et le site internet d'un mouvement politique socialiste sont les premiers en Grande-Bretagne à publier les caricatures de Mahomet.
  - Un jeune musulman qui arborait un gilet de kamikaze lors de la manifestation du 4 février est arrêté.
- France (Paris).
  - Publication : Les organisations musulmanes demandant la saisie du numéro de Charlie Hebdo à paraître le 8 février, dont le Conseil français du culte musulman (CFCM), sont déboutées.
  - Le Gouvernement français a tenté de faire d'interdire le journal Charlie Hebdo en influençant les juges en leur conseillant d'accepter les plaintes des associations musulmanes et du MRAP. Information diffusée sur France Inter le 07.02.06.
- Hongrie. (Budapest). La police hongroise renforce les mesures de sécurité autour des ambassades du Danemark et de Norvège.
- Turquie (Ankara). Un adolescent turc de 16 ans est interpellé pour le meurtre le 5 février d'un prêtre catholique italien à Trabzon. La chaîne d'information NTV affirme que, selon les premiers éléments de l'enquête, le jeune homme est passé aux aveux et a indiqué avoir tué le prêtre à cause des caricatures[35].
- Pakistan (Peshawar). Manifestation : 5 000 manifestants crient « les dessinateurs au poteau » à l'appel du parlement provincial, dominé par les islamistes.
- Afghanistan (Kaboul). Manifestation : Des manifestants se heurtent à la police et aux soldats de l'OTAN.
- Yémen (Sanaa). Publication : Le parquet de Sanaa ordonne l'arrestation de l'éditeur et rédacteur en chef de l'hebdomadaire Al-Hourriya, suspendu par les autorités pour avoir reproduit les caricatures de Mahomet.
- Afghanistan (Mazar-I-Sharif). Manifestation : Quatre Afghans sont tués lors d'une manifestation qui attaquait un camp militaire de troupes norvégiennes de l'OTAN à Maïmana (nord de l'Afghanistan). L'État-major norvégien annonce que deux soldats norvégiens ont été légèrement blessés par des jets de pierres et des éclats de grenade lors de l'attaque. Un second bilan fait état de cinq soldats norvégiens et deux soldats finlandais. Le ministère finlandais de la Défense dément que des militaires finlandais aient été blessés. Le gouvernement norvégien annonce finalement que six soldats norvégiens ont été blessés.
- Syrie (Damas). Manifestation : Une manifestation devant l'ambassade de France à Damas, à laquelle avaient appelé des affiches anonymes placardées sur des murs de mosquées, n'a pas eu lieu à 13H00 GMT.
- Iran (Téhéran). Manifestation : Des manifestants pénètrent à nouveau dans l'enceinte de l'ambassade du Danemark à Téhéran, avant d'en ressortir, en lançant des cocktails Molotov.
- Iran (Téhéran). Manifestation : Jets de pierre sur l'ambassade de Norvège. Drapeau brûlé. L'essentiel des manifestants se recrute dans les rangs de la milice islamiste des bassidjis, qui est rattachée au corps des Gardiens de la révolution, l'armée idéologique de la République islamique[36].
- Cisjordanie (Bethléem). Manifestation : Plusieurs centaines de Palestiniens se rassemblent à l'appel du Jihad islamique palestinien.
- Jordanie (Amman). Manifestation : Mille personnes participent à un sit-in devant le siège des syndicats professionnels jordaniens.
- Indonésie. Manifestation : De nouvelles manifestations en Indonésie, où le drapeau danois est encore brûlé en public.
- Philippines (Cotabato). Manifestation : Des centaines de manifestants musulmans brûlent un drapeau danois en appelant à un boycott des produits danois.
- Niger (Niamey). Manifestation : Plusieurs milliers de personnes.
- Nigeria (Kano). L'État nigérian de Kano annule un contrat de 23 millions d'euros (27 millions de dollars) avec une firme danoise pour l'importation de 70 autobus.
- Liban (Naqoura). Manifestation : Quelque 2 000 élèves et étudiants du Hezbollah se rassemblent devant le siège de la Force de l'ONU.
- Azerbaïdjan (Bakou). Manifestation : Une centaine de manifestants devant le ministère azerbaïdjanais des Affaires étrangères.

Réactions
- Union européenne (Bruxelles).
  - Les réactions à la publication des caricatures de Mahomet par plusieurs journaux seront à l'ordre du jour d'une table ronde qui doit rassembler des responsables de la Commission européenne et des médias dans les prochains mois. Source : Le Nouvel Observateur.
  - La Commission européenne estime que le boycott n'est "pas une façon appropriée" de régler les problèmes, et "étudie" sa réaction à la décision iranienne de suspendre tous les échanges commerciaux avec le Danemark. Source : Le Nouvel Observateur.
- OTAN. Bruxelles. L'attaque du camp militaire norvégien de l'Otan à Maïmana, au cours duquel quatre Afghans ont été tués, ne remettra pas en cause l'engagement de l'Alliance dans ce pays ni son expansion dans le sud, assure le porte-parole de l'organisation. Source : Le Nouvel Observateur.
- OMC. Genève. Pascal Lamy estime que les appels au boycottage de produits danois dans le monde musulman ne constituent pas une violation des règles de l'Organisation mondiale du commerce.
- États-Unis. Le président américain George W. Bush apporte son soutien au Premier ministre danois Anders Fogh Rasmussen dans la crise que traverse le Danemark. Source : Le Nouvel Observateur.
- Russie (Moscou). Yury Samodurov, directeur du musée Sakharov annonce qu'il va publier les caricatures. "Nous devons montrer au monde entier que la Russie soutient l'Europe, que la liberté d'expression est bien plus importante pour nous que les dogmes de fanatiques religieux". L'exposition doit s'ouvrir en mars avec comme invités le philosophe français André Glucksmann et l'écrivain français Michel Houellebecq qui donneront des conférences sur l'islamisme. Source :Moscow museum to exhibit Mohammed cartoons, Cage, 08.02.06.
- Danemark (Copenhague).
  - Le Danemark conseille à ses ressortissants de quitter l'Indonésie. Source : Le Nouvel Observateur.
  - Le Premier ministre danois Anders Fogh Rasmussen qualifie de "crise mondiale" les manifestations liées à la publication des caricatures et lance un appel au calme. Source : Le Nouvel Observateur.
- Norvège (Oslo). Le Premier ministre norvégien, Jens Stoltenberg, déclare que la Norvège maintiendra ses troupes en Afghanistan. Source : Le Nouvel Observateur.
- Nouvelle-Zélande (Wellington). La vie des Néo-Zélandais est menacée par la décision de certains journaux du pays de publier les caricatures de Mahomet, estime le Premier ministre Helen Clark. Source : Le Nouvel Observateur.
- Australie (Canberra). Le ministre australien des Affaires étrangères, Alexander Downer, condamne les manifestations violentes, tout en lançant un appel au calme. Source : Le Nouvel Observateur.
- France (Paris).
  - La Fédération nationale de la presse française (FNPF) et le syndicat SNJ-CGT (journalistes) appellent dans des communiqués séparés à la défense de la liberté de la presse. Source : Le Nouvel Observateur.
  - La France rappelle à la Syrie qu'il lui "appartient d'assurer la sécurité" de l'ambassade de France à Damas devant laquelle une manifestation est organisée. Source : Le Nouvel Observateur.
  - Un réseau de comités de base du MRAP et plusieurs membres de la direction de l'association demandent à leur instance dirigeante de retirer sa plainte contre France Soir. Source : Le Nouvel Observateur.
  - Le recteur de la Grande Mosquée de Paris Dalil Boubakeur "respecte le droit" et refuse de commenter la décision de justice de débouter les organisations musulmanes demandant de saisir le numéro de Charlie Hebdo.
  - L’islamisme: une nouvelle montée du nazisme selon Luc Ferry[37].
- France (Bobigny). L'Union des associations musulmanes de Seine-Saint-Denis (UAM 93) annonce avoir appelé, avec plusieurs autres associations musulmanes d'Île-de-France, à manifester samedi à Paris.
- Autriche (Vienne). Le leader d'extrême droite autrichien Jörg Haider suggère à la présidence autrichienne de l'UE d'inviter le chef d'État libyen Mouammar Kadhafi pour tenter de désamorcer la crise provoquée par la publication de caricatures de Mahomet. Source : Le Nouvel Observateur.
- Tchéquie (Prague). Le ministre tchèque des Affaires étrangères, Cyril Svoboda, dénonce comme "inadéquat" le boycottage des produits danois décrétés par plusieurs pays musulmans. Source : Le Nouvel Observateur.
- Espagne. Le chef de la diplomatie espagnole, Miguel Angel Moratinos, en déplacement à Athènes, appelle à une condamnation "claire" des violences.
- Bulgarie (Sofia). L'Église orthodoxe bulgare désapprouve la publication de caricatures de Mahomet, jugeant qu'elles constituent une "atteinte aux convictions religieuses" des musulmans.
- Croatie (Zagreb). Le gouvernement croate regrette la publication par L'hebdomadaire Nacional des 12 caricatures de Mahomet. Source : Le Nouvel Observateur.
- Japon (Tokyo). Le gouvernement japonais lance un appel au calme à la suite de la multiplication des manifestations. Source : Le Nouvel Observateur.
- Tchétchénie. L'homme fort de la Tchétchénie, Ramzan Kadyrov, annonce que les organisations non gouvernementales danoises sont interdites en Tchétchénie, où l'une d'entre elles travaille activement dans le domaine humanitaire. Source : Le Nouvel Observateur.
- Jordanie (Amman). Une majorité de députés jordaniens présente une pétition au gouvernement pour annuler les accords avec le Danemark, la Norvège et la Nouvelle-Zélande et boycotter leurs produits, indique la presse. Source : Le Nouvel Observateur.
- Iran (Téhéran).
  - Le Guide suprême iranien l'ayatollah Ali Khamenei dénonce la publication de caricatures de Mahomet dans la presse européenne comme une "conspiration sioniste". Source : Le Nouvel Observateur.
  - Téhéran annonce la suspension de tous les liens économiques et commerciaux avec le Danemark.
- Liban (Beyrouth). Le ministre libanais de l'Intérieur par intérim, Ahmad Fatfat, annonce l'arrestation de 416 personnes, dont près de la moitié de non Libanais, à la suite des émeutes du 5 février à Beyrouth.
- Angleterre (Londres). Les musulmans modérés vont organiser samedi 11 février à Londres une manifestation sur les caricatures de Mahomet, destinée à "exprimer le point de vue de la majorité", a-t-on appris auprès des organisateurs. Source : Le Nouvel Observateur.
- Belgique (Bruxelles). Une réunion de musulmans annonce une manifestation (avec demande d'autorisation de la police) pour samedi 11 février. Parmi les personnes présentes à la réunion, plusieurs élus belges d'origine marocaine du Parti socialiste (dont le député fédéral Mohammed Boukourna, seul parlementaire socialiste à ne pas avoir voté quelques semaines auparavant pour la loi sur l'adoption par les couples homosexuels) et d'Ecolo.

### 8 février 2006
Évènements
- France (Paris)
  - La direction de l'hebdomadaire satirique Charlie Hebdo, dont le numéro spécial sur Mahomet est épuisé dans de nombreux points de vente en milieu de matinée, décide de procéder à un nouveau tirage de 160 000 exemplaires. À l'occasion d'une conférence de presse, le directeur du journal Philippe Val indique que près de 400 000 exemplaires avaient déjà été vendus à la mi-journée. Deux réimpressions ont été nécessaires, alors que Charlie Hebdo, qui tire d'habitude à 140 000 exemplaires, avait prévu un tirage de 160 000 exemplaires pour ce numéro spécial[38],[39], AFP-YahooNews.08.02.06.
  - Les réseaux salafistes français mobilisent sur Internet. La manifestation non autorisée du dimanche 5 février qui avait regroupé plus d'un millier de personnes, avait été préparée sur Internet. Source : Le Figaro.08.02.06
- Canada (Halifax). Le professeur Peter March de l'Université Saint Mary d'Halifax est obligé par l'administration de retirer les copies des caricatures qu'il a accrochées dans son bureau. Le professeur a été plus tard le sujet d'une marche étudiante sur le campus, et il a reçu des messages anonymes indiquant que ses actions pourront avoir des répercussions pour les Canadiens détenus en otage par les terroristes islamistes en Irak[40].
- Canada. L'administration de l'Université de l'Île du Prince-Édouard ordonne l'arrêt de la distribution sur le campus du journal étudiant Cadre, qui publie les caricatures. Les autorités du campus essayent de saisir l'ensemble des 2 000 exemplaires du numéro contenant les caricatures[41].
- Danemark (Copenhague). Des experts en sécurité informatique déclarent que des centaines de sites Internet danois ont été attaqués les jours précédents par des pirates informatiques.
- Suisse (Genève). Une responsable musulmane appelle au boycott de la « Tribune de Genève ». Source : Edicom.08.02.06
- Algérie (Alger). Publication : Des responsables et des journalistes de la télévision algérienne sont limogés pour avoir montré à l'écran des caricatures de Mahomet lors du journal télévisé.
- Indonésie (Jakarta).
  - Abdul Wahad Abdi, rédacteur en chef du magazine indonésien "Péta", qui a reproduit les caricatures de Mahomet, et un autre responsable de la rédaction sont interrogés par la police[38].
  - Manifestations : De nouvelles manifestations limitées contre les caricatures de Mahomet ont lieu en Indonésie, où un responsable religieux musulman a appelé à la retenue[38].
- Afghanistan (Qalat). Manifestations : Dix personnes sont blessées dans le sud du pays lors d'une manifestation contre la publication dans la presse européenne de caricatures de Mahomet. Trois personnes sont tuées dans le sud du pays dans des heurts avec la police lors d'une manifestation contre la publication dans la presse européenne de caricatures de Mahomet[38].
- Pakistan (Peshawar). Manifestations : Quelque 3 000 personnes participent dans la zone tribale pakistanaise à une manifestation contre la publication de caricatures et George W. Bush[38].
- Cisjordanie (Hébron).
  - Onze Danois, membres de la Présence internationale temporaire à Hébron (TIPH), en Cisjordanie, quittent la ville de crainte d'être pris à partie par la population locale. La radio publique israélienne confirme[38].
  - Manifestations : Quelque 300 Palestiniens dont certains jettent des pierres, attaquent les bureaux d'une mission d'observateurs internationaux[38].
  - La mission d'observation internationale en Cisjordanie décide d'évacuer ses locaux, pris pour cible par des manifestants palestiniens protestant contre la publication des caricatures de Mahomet.
  - Les quelque 60 observateurs européens de la Présence internationale temporaire à Hébron (TIPH), en Cisjordanie, quittent la ville après que leurs locaux ont été pris pour cible par des manifestants.
- Iran (Téhéran). Manifestations : Environ 200 personnes manifestent devant les ambassades du Danemark et de Grande-Bretagne.
- Bangladesh (Dacca). Plus d'un millier de manifestants contre les caricatures de Mahomet brûlent des drapeaux danois à Dacca[38].
- Yémen (Sanaa). Publication : Les autorités yéménites annoncent la suspension des hebdomadaires. "En vertu du code de la presse, le ministère de l'Information a décidé mercredi de suspendre et de présenter leurs éditeurs et rédacteurs en chef au parquet pour avoir reproduit les caricatures offensantes pour le prophète."
- Bosnie (Sarajevo). Manifestations : 1.500 musulmans bosniaques manifestent devant les ambassades de Norvège, France et Danemark, brûlant des drapeaux.
- Maroc. Des Marocains poursuivent le Danemark devant la Cour européenne des Droits de l'Homme, estimant que la publication des caricatures viole la Convention européenne des droits de l'Homme[38].
- Tunis. Le consulat honoraire du Danemark à Tunis fermé à la suite d'une menace téléphonique. AP-Edicom.08.02.06

Réactions
- États-Unis (Washington).
  - George W. Bush presse tous les gouvernements de faire cesser les violences qui ont éclaté et appelle aussi les médias à se montrer responsables, lors d'une rencontre avec le roi Abdallah II de Jordanie à Washington.
  - La secrétaire d'État américaine Condoleezza Rice accuse la Syrie et l'Iran d'avoir "incité" aux violences anti-occidentales.
  - Les États-Unis se déclarent « scandalisés » par l’annonce du Concours international de caricatures sur l'Holocauste organisé par le quotidien iranien « Hamshahri ». « Toute tentative de se moquer ou de dénigrer de quelque façon que ce soit l’horreur qu’a représenté l’holocauste est simplement scandaleuse », déclare le porte-parole du département d’État, Sean McCormack, avant d’attribuer la responsabilité de cette initiative au président iranien. « On peut presque entendre la voix du président Mahmoud Ahmadinejad dans la proposition de ce journal ». Source : European Strategic Intelligence and Security Center.
- Canada (Montréal). Le gouvernement canadien condamne les réactions de violence qui se multiplient dans le monde musulman.
- OSCE (Vienne). L'OSCE appelle à la fin des violences injustifiées. Elle souhaite "développer une approche commune pour promouvoir le respect et le dialogue mutuels" entre religions.
- Union européenne (Vienne). Le président en exercice de l'Union européenne, le chancelier autrichien Wolfgang Schüssel, dénonce une "spirale des provocations" après le lancement d'un concours international de caricatures sur l'Holocauste.
- Union européenne (Bruxelles). Le Haut représentant de l'UE pour la politique étrangère Javier Solana annonce qu'il va se rendre la semaine prochaine dans "différents pays" du monde arabe pour tenter d'apaiser la situation.
- Allemagne (Berlin). Le ministre allemand des Affaires étrangères, Frank-Walter Steinmeier, qualifie de « provocation » le concours international de caricatures sur l'Holocauste.
- Danemark (Copenhague).
  - Les organisateurs d'un séminaire danois de caricatures, prévu du 27 février au 3 mars, annoncent son report sine die.
  - L’éditeur danois se dit prêt à publier les caricatures de l’Holocauste. Source : Danish editor would publish Holocaust cartoons, AP-Jerusalem Post.08.02.06. Jyllands-Posten envisage de publier des caricatures de l'Holocauste, AFP-LaCroix 08.02.06
  - Les renseignements danois redoutent plus de violences contre les soldats danois en Irak et en Afghanistan[42].
  - The top editor of the Danish newspaper whose cartoons of the Prophet Muhammad sparked outrage throughout the Islamic world said he would not print Holocaust cartoons offered by an Iranian newspaper. Editor-in-Chief Carsten Juste said his newspaper Jyllands-Posten "in no circumstances will publish Holocaust cartoons from an Iranian newspaper." A prominent Iranian newspaper has said it would hold a competition for cartoons on the Holocaust to test whether the West extends the principle of freedom of expression to the Nazi genocide as it did to the Muhammad caricatures. Source : The Times, Breaking News.
- Italie (Rome).
  - Roberto Calderoli, ministre italien, membre du parti de la Ligue du Nord, demande l'usage de la force contre les musulmans et l'intervention du pape Benoît XVI[38].
  - Hamadi Redissi, professeur de sciences politiques à l'Université de Tunis, dans un entretien publié par Il Giornale : "Vous ne devez pas renoncer à la liberté religieuse et à la libre critique. Si vous cédez, c'en sera fini. Tous les prétextes seront alors invoqués. Il n'y aura pas de limite." Source : La Croix. 08.02.06
- France (Paris).
  - Le député UMP de Paris Claude Goasguen dénonce l'organisation "scandaleuse" du Concours international de caricatures sur l'Holocauste et parle d'"une démarche profondément agressive et belliciste" de l'Iran.
  - Le Syndicat général des journalistes Force ouvrière : "Il n'est pas question ici de se prononcer sur la qualité des caricatures, ni sur le fond, ni sur la forme. Le débat porte uniquement sur la légitimité de leur publication. Pour les journalistes du SGJ-FO, il est clair que la réponse est 'oui'".
  - Jacques Chirac « condamne » en Conseil des ministres « les provocations manifestes susceptibles d'attiser dangereusement les passions ».
    - Philippe Val, le directeur de Charlie Hebdo, se défend de toute provocation après la publication des caricatures. Il se dit « choqué » des propos de Jacques Chirac.
    - Le député PS Jean Glavany considère que « le parallèle » fait par Jacques Chirac entre les caricaturistes et « ceux qui lancent des fatwas » était « très grave » et « insupportable ». « Il est très grave de mettre sur un même plan des caricaturistes qui usent de leur liberté d'expression et ceux qui lancent des fatwas au nom de l'intégrisme et de l'obscurantisme ».

  - Boycottage de produits danois : "indignation" du ministre des Affaires étrangères [Philippe Douste-Blazy] auprès de Carrefour. Source : La Croix. 08.02.06
- Norvège (Oslo).
  - la Norvège proteste formellement auprès de la Syrie après l'incendie de son ambassade. Source : TF1Filnews
  - Dans un sondage, près de la moitié des Norvégiens se disent « plus sceptiques » à l'égard de l'islam à la suite des violentes réactions, visant notamment la Norvège, qui ont suivi la publication de caricatures de Mahomet[38].
  - Le gouvernement norvégien qualifie de « très déplorable » le retrait d'Hébron (Cisjordanie) de l'équipe d'observateurs européens.
- Suisse (Genève). Les évêques suisses dénoncent les caricatures « blessantes ». « Si la Déclaration des droits de l'Homme prévoit le droit à la liberté de pensée et d'expression, cela n'implique pas le droit d'offenser le sentiment religieux des croyants », estime la Conférence des évêques suisses.
- Russie. Le président russe Vladimir Poutine condamne les caricatures de Mahomet qui « creusent le schisme entre confessions » et estime que le Danemark doit "demander pardon", dans une interview publiée par la presse espagnole[38].
- Afrique du Sud (Pretoria). Le gouvernement sud-africain appelle chacun « à éviter les actions qui pourraient être interprétées comme des discours de haine ».
- Angleterre (Londres). Les représentants de 650 mosquées britanniques demandent une modification de la loi sur la presse pour empêcher les journaux britanniques de publier les caricatures.
- Afghanistan (Kaboul).
  - La Cour suprême d'Afghanistan et le Conseil religieux des oulémas appellent les Afghans à mettre fin aux manifestations.
  - Un chef militaire taliban offre une prime de 100 kg d'or à toute personne qui assassinera l'un des auteurs des caricatures.
- Burkina Faso (Ouagadougou). Dans une note de protestation remise à l'ambassadrice du Danemark, 155 associations islamiques du Burkina se disent « choqués » qu'il « ne s'agit pas d'une erreur sur la personne du prophète, mais d'une action de dénigrement froidement planifiée et exécutée ».
- Bulgarie (Sofia). Les musulmans bulgares sont « profondément vexés et blessés » par la publication de caricatures de Mahomet, déclare le grand mufti de Bulgarie, Moustafa Hadji, qui appelle parallèlement les fidèles à se garder de tout débordement.
- Turquie (Ankara). Un député en Turquie, Vahit Kiler, membre du parti de la Justice et du Développement (AKP, issu de la mouvance islamiste, parti au pouvoir) appelle « tous les musulmans » à boycotter les produits danois et norvégiens[38].
- Maroc (Rabat). Le ministère marocain de l'Intérieur annonce une « marche nationale » de protestation le 10 février à Rabat.
- Égypte (Le Caire). Un chef du Hamas estime que la presse occidentale « joue avec le feu » en publiant les caricatures.
- Ligue islamique mondiale. La Ligue islamique mondiale envisage de porter plainte en France à la suite de la publication dans plusieurs journaux de caricatures de Mahomet. Source : TF1 news.

### 9 février 2006
Événements
- Union européenne (Bruxelles). Publication : Franco Frattini, commissaire européen à la Justice et à la Sécurité, invite la presse à envisager l'adoption d'un code de conduite pour éviter une réédition de la crise suscitée par la publication de caricatures de Mahomet.
- États-Unis (New York). Publication : Les chefs de la rédaction de New York Press, un hebdomadaire new-yorkais alternatif, démissionnent pour protester contre la décision des éditeurs du journal de ne pas reproduire les caricatures.
- Venezuela. Publication : Le journal vénézuélien Últimas Noticias reproduit les caricatures de Charlie Hebdo[43].
- Danemark (Copenhague).
  - Publication : Le quotidien Jyllands-Posten présente des excuses plus claires aux musulmans dans une lettre transmise à la presse algérienne par le biais de l'ambassade du Danemark à Alger. Il publie sur son site internet la « nouvelle version » en langue arabe de sa lettre d'excuses aux musulmans. Cette seconde version reprend les termes de celle qui a été transmise aux journaux algériens. Les excuses y sont plus claires et plus directes que dans la version arabe du 30 janvier, ainsi que dans les versions française, anglaise et danoise également publiées par le journal.
  - Flemming Rose, responsable du service culturel au Jyllands-Posten et à l'origine de la publication des caricatures, est envoyé en vacances par son journal pour une durée indéterminée.
  - Le plus grand voyagiste danois Star Tour décide d'annuler tous ses voyages vers l'Égypte et le Maroc jusqu’à la fin de la saison d'hiver, en avril.
- Égypte (Le Caire).
  - Publication : L’ambassadeur du Danemark en Égypte, Bjarne Soerensen, indique à l'agence de presse danoise Ritzau que six des douze caricatures controversées de Mahomet avaient été publiées dans le journal égyptien Al Fagr le 17 octobre 2005, sans provoquer de polémique. Source : (da)[“Muhammed-tegninger trykt i Égypten allerede i oktober 2005”], B.T., 2006-02-09.
  - Publication : Le journal Al Fagr retire la une de son numéro contenant les caricatures de son site web. Source : “removed, ” Al Fagr, 2005-10-17.
- Allemagne (Berlin). Publication : Les journaux à gros tirage allemand et turc, Bild et Hürriyet, publient un appel commun dans les deux langues demandant aux chrétiens et aux musulmans de montrer du respect les uns envers les autres.
- Indonésie (Jakarta). Manifestation : Environ 150 étudiants musulmans indonésiens brûlent le drapeau danois en appelant à « pendre » les ressortissants danois, lors d'une manifestation devant l'ambassade du Danemark.
- Afrique du Sud (Le Cap). Manifestation : Plusieurs milliers de musulmans d'Afrique du Sud manifestent au Cap pour protester contre la publication de caricatures de Mahomet.

Réactions
- ONU (New York). Kofi Annan condamne, une nouvelle fois, les violences antioccidentales après la publication de caricatures de Mahomet mais affirme qu'il n'y a pas de preuves de l'implication de Damas et Téhéran dans ces manifestations.
- Conseil de l'Europe (Athènes). L'Assemblée parlementaire du Conseil de l'Europe doit débattre en mars à Paris de l'affaire des caricatures de Mahomet, indique son président, René van der Linden, en visite à Athènes.
- Russie (Moscou). Vladimir Poutine appelle les gouvernements des pays où se sont déroulées des violences à « contrôler la situation le plus vite possible ».
- États-Unis (Washington). George W. Bush n'a aucune intention d'annuler son prochain voyage au Pakistan malgré les protestations des musulmans contre la publication de caricatures.
- Danemark (Copenhague). Un sondage révèle que 58 % des Danois pensent que les chefs religieux musulmans au Danemark portent la première responsabilité de la propagation du conflit sur les caricatures de Mahomet dans le monde arabo-musulman.
- Allemagne (Berlin). La députée hollandaise Ayaan Hirsi Ali collègue du réalisateur assassiné Theo van Gogh déclare qu'il était « correct de publier les caricatures » et que « la fureur au sujet des caricatures a démontré la peur au sein des artistes et des journalistes en Europe d'analyser ou de critiquer les aspects intolérants de l'islam »[44].
- Norvège (Oslo). Le petit périodique chrétien norvégien Magazinet, qui avait reproduit les caricatures de Mahomet, "réfléchit à des mesures de réconciliation" avec des responsables musulmans norvégiens.
- Angleterre (Londres). « Ces caricatures sont une provocation délibérée » estime le groupe musulman extrémiste Hizb ut-Tahrir dans une lettre déposée à l'ambassade de France à Londres, en demandant au gouvernement français de « faire pression sur les médias afin qu'ils retirent ces caricatures choquantes (…) et présentent des excuses (…) ».
- Espagne (Madrid).
  - Le chef du gouvernement espagnol, José Luis Rodríguez Zapatero reporte au 15 février une rencontre initialement prévue jeudi avec les dirigeants des principales associations musulmanes d'Espagne à propos des caricatures de Mahomet.
  - Le chef de la diplomatie espagnole Miguel Angel Moratinos, annonce qu'il a téléphoné à ses homologues danois Per Stig Moeller et iranien Manucher Mottaki, afin de tenter d'apaiser la crise provoquée par la publication en Europe de caricatures de Mahomet.
- France (Paris).
  - L'intellectuel musulman Tariq Ramadan juge « stupide », jeudi sur RMC-Info, l'attitude de Charlie Hebdo, contribuant selon lui à « développer un bras de fer », dans un climat de « peur ».
  - L'organisation maçonnique Grand Orient de France affirme qu'il ne faut pas "transiger avec la liberté d'opinion, d'expression et de presse", et demande l'application du "principe de laïcité".
  - 54 % des Français jugent que les médias ont eu tort de publier les caricatures de Mahomet, selon un sondage CSA à paraître le 10 février dans La Croix. Les sans-religion se disent largement favorables à cette publication (58 %) et les musulmans opposés massivement (88 %). Cette affaire provoque une inquiétude au sujet d'une éventuelle « montée des violences » pour 78 % des Français (94 % pour les musulmans).
  - Dominique Voynet, sénatrice des Verts, estime que "ce n'est ni aux barbus, ni aux imams, ni aux prêtres de faire la politique de la France, c'est aux citoyens français dans leur diversité".
  - D'après le spécialiste de l'islam, Olivier Roy, ces violentes manifestations sont une manipulation des pays musulmans pour se venger des pays européens[45].
- France (Lille). Les représentants des confessions catholique, juive et musulmane de Lille dénoncent dans un communiqué commun les "amalgames faits par les caricatures à l'encontre des musulmans".
- France (Toulouse). Lionel Jospin, lors d'une séance de dédicace de son livre, estime que, concernant l'affaire des caricatures de Mahomet, il ferait "plutôt des appels à la raison".
- France. De Washington. Dans une tribune publiée dans le Wall Street Journal, Bernard-Henri Lévy appelle à se tenir auprès des "musulmans modérés qui se sentent seuls".
- Grèce (Athènes). Le président de l'Internationale socialiste, Georges Papandréou, lance un appel à un usage "responsable" de la liberté d'expression.
- Italie (Taormine). Les manifestations de colère qui se sont déroulées dans de nombreux pays musulmans à la suite de la publication des caricatures de Mahomet "n'ont rien de spontané", affirme le ministre italien de la Défense Antonio Martino.
- Pologne (Gdansk). Le chef historique du syndicat polonais Solidarité, Lech Wałęsa, condamne fermement la publication par la presse européenne, et notamment polonaise, des caricatures.
- Vatican (Rome).
  - Le cardinal italien Renato Martino dénonce "l'arrogance" des pays riches après la publication en Europe de caricatures de Mahomet.
  - Le pape est « préoccupé » par le terrorisme et par l'onde de violences qui enflamme le monde musulman après la publication de caricatures de Mahomet, annonce le 10 février Laura Bush, l'épouse du président américain, à l'issue de son audience avec Benoît XVI.
- Égypte (Le Caire). L'écrivain égyptien et prix Nobel de littérature, Naguib Mahfouz, affirme soutenir le boycottage des produits danois car "le monde ne comprend que le langage de la force".
- Qatar (Doha). Le chef du bureau politique du mouvement islamiste palestinien Hamas, Khaled Mechaal, propose de « jouer un rôle pour apaiser » les esprits.
- Iran. De Prague. L'ambassade d'Iran à Prague exige une excuse de deux journaux tchèques, Mladá Fronta Dnes et Hospodářské noviny, pour la publication début février de caricatures controversées de Mahomet
- Liban (Beyrouth). Le chef du Hezbollah libanais, cheikh Hassan Nasrallah, exige des « excuses » dans l'affaire des caricatures et « une législation » européenne interdisant les « insultes ».
- Gabon. De Paris Le président gabonais Omar Bongo Ondimba se dit "solidaire avec tous les musulmans du monde".
- Tunisie (Tunis). La Chambre tunisienne des représentants (sénat) condamne les caricatures "attentatoires" à Mahomet et appelle au "dialogue pour l'instauration de la compréhension entre les peuples".

### 10 février 2006
Évènements
- Danemark (Copenhague). L'ambassadeur du Danemark à Damas et ses collaborateurs quittent provisoirement la Syrie parce que les autorités syriennes ont réduit leur protection à un niveau inacceptable. La délégation diplomatique allemande se charge de leur sécurité. L'ambassade fonctionnera depuis la capitale de Jordanie, Amman[46],[47],[48].
- Croatie (Zagreb). Publication : Un hebdomadaire croate publie douze photos de manifestations violentes dans le monde arabe contre la publication en Europe de caricatures de Mahomet, affirmant que ces scènes étaient "humiliantes pour les vrais fidèles musulmans".
- Suède (Stockholm). Publication : D'après le journal Dagens Nyheter bien que les Affaires étrangères suédoises et le Säkerhetspolisen ont obtenu la fermeture du site web du parti "Démocrates suédois"(Sverigedemokraterna) après l'ouverture d'un concours à dessin et la publication des caricatures, celles-ci sont toujours accessibles au travers de leur organisation de jeunesse. Source : "Muhammedteckning ute trots nedstängning", Dagens Nyheter, 10.02.06
- Belgique (Bruxelles). Manifestation : 200 personnes défilent dans les rues de la capitale belge contre la publication de caricatures de Mahomet.
- Pays-Bas (Maastricht).  Manifestation : 150 jeunes manifestants d'origine maghrébine, âgés de 14 à 18 ans, défilent à Maastricht et brûlent un drapeau danois. Il s'agit de la première manifestation aux Pays-Bas contre les caricatures de Mahomet.
- Irlande (Dublin).  Manifestation : Environ 300 musulmans d'Irlande défilent dans le centre de Dublin. La marche passe sans incident devant l'ambassade du Danemark.
- Venezuela (Caracas).  Manifestation : Un groupe d'une cinquantaine de musulmans et de Vénézuéliens manifeste à Caracas. Le cortège exclusivement masculin, muni de pancartes proclamant "Le blasphème est égal au terrorisme" ou vilipendant le président américain George W. Bush, se rend de l'unique mosquée de la capitale vénézuélienne jusqu'au siège de l'ambassade du Danemark.
- Iran (Téhéran). Manifestation : Une soixantaine de jeunes Iraniens jettent des pierres et des cocktails Molotov contre l'ambassade de France, brisant quasiment toutes les vitres de la façade et provoquant un incendie près de la grille d'entrée et dans une des salles. Les manifestants clament "Mort à la France"[49].
- Indonésie (Jakarta). Publication : Selon une source policière, le rédacteur en chef du tabloïde "Péta" en est à son quatrième jour de garde à vue pour avoir publié les caricatures de Mahomet.
- Philippines (Manille).  Manifestation : Deux cents musulmans manifestent dans la très catholique capitale, Manille, contre la publication de caricatures.
- Égypte. Publication : (de Berlin) Les dernières éditions des hebdomadaires allemands Focus et Der Spiegel, qui ont reproduit une partie des caricatures controversées de Mahomet, sont interdites de vente en Égypte, indiquent les deux rédactions, dont la première a répondu par une lettre de protestation au président égyptien Mohammed Hosni Moubarak.
- Égypte (Le Caire). Manifestation : Des centaines d'Égyptiens en colère brûlent des drapeaux danois et accusent le président Mohammed Hosni Moubarak de garder le silence sur les caricatures.
- Kenya (Nairobi).  Manifestation : Plusieurs milliers de musulmans défilent dans les rues de Nairobi et brûlent un drapeau danois et un drapeau américain pour manifester leur colère contre la publication des caricatures. La police kényane ouvre le feu, il y a au moins un blessé[50].
- Jordanie (Amman). Manifestation : Près de 2 000 personnes manifestent à Amman à l'appel du Front de l'action islamique, la branche politique des Frères musulmans en Jordanie.
- Inde
  - New Dehli.  Manifestation : Des milliers d'Indiens musulmans manifestent à New Delhi pour protester contre la publication des caricatures, criant "Mort au Danemark" et brûlant des drapeaux de ce pays.
  - Bophal.  Manifestation : 10 000 musulmans protestent[51].
- Pakistan (Islamabad).  Manifestation : Quelque 4 000 manifestants brûlent des drapeaux danois et américains en criant "mort au Danemark" et "mort à l'Amérique". Les émeutiers saccagent des bâtiments et brûlent des fromages danois[51].
- Kirghizie (Bichkek). Manifestation : Une cinquantaine de personnes manifestent à Bichkek devant l'ambassade de France."Nous savons que les journaux français reproduisent des caricatures du prophète Mahomet. Cela offense profondément notre honneur et notre religion", a déclaré un des manifestants.
- Bangladesh (Dacca). Manifestation : Des milliers de Bangladais et d'Indiens musulmans manifesté à Dacca pour protester contre la publication de caricatures.
- Afghanistan (Kaboul). Manifestation : 300 personnes, parfois armées de bâtons, défilent à Kaboul. D'après l'envoyé spécial de la BBC, Bilal Sarwary, La sécurité est étroite et la police empêche les manifestants de s'attaquer aux ambassades américaines et danoises[51].
- Bande de Gaza.  Manifestation :' Le Jihad islamique palestinien menace de "brûler la terre sous les pieds" des auteurs de toute future "atteinte" à Mahomet, lors d'une manifestation à Gaza contre les caricatures.

Réactions
- OTAN. Taormine (Italie). Le secrétaire général de l'Otan, Jaap de Hoop Scheffer, appelle à la fin des violences, à l'issue d'une réunion à Taormine, en Sicile, entre les ministres de la Défense de l'Otan et leurs homologues ou représentants de sept pays participant au "Dialogue méditerranéen" de l'Alliance (Maroc, Algérie, Tunisie, Égypte, Mauritanie, Jordanie et Israël).
- Norvège (Oslo).
  - Le rédacteur en chef du magazine chrétien norvégien Magazinet, Vebjoern Selbekk, répète qu'il "regrette profondément" l'offense faite aux musulmans, indignés par les caricatures de Mahomet, sans toutefois s'excuser pour la publication elle-même.
  - Une large majorité des personnes sondées estime que les médias n'auraient pas dû publier les caricatures contestées de Mahomet, selon un sondage paru dans le journal Aftenposten.
- France (Paris). Le Conseil français du culte musulman (CFCM) annonce avoir décidé d'engager une action en justice contre les journaux français ayant reproduit les caricatures de Mahomet.
- France (Toulon). Dominique de Villepin affirme que « les caricatures parues récemment » sur Mahomet ne lui « paraissent pas responsables ».
- France (Tunis). L'ambassadeur de France à Tunis Serge Degallaix déclare comprendre l'émotion suscitée par la publication de caricatures, dans une interview publiée par le journal Le Quotidien à Tunis[52],[53].
- Danemark (Copenhague). Ahmad Abu Laban, leader de la Société islamique du Danemark, (Islamisk Trossamfund, accusé d'avoir incité à la violence les musulmans, essayent de changer d'image. Il considère que le Danemark est un pays gentil et tolérant et il demande que les violences cessent. Il défie ouvertement la député hollandaise Ayaan Hirsi Ali[54],[55].
- Iran (Téhéran). Un important religieux iranien loue lors de son prêche la "colère sainte" des musulmans à travers le monde après la publication des caricatures et accuse les États-Unis de soutenir les journaux occidentaux qui les ont publiées.
- Malaisie (Kuala Lumpur). Le Premier ministre malaisien Abdullah Ahmad Badawi, dont le pays préside l'Organisation de la conférence islamique (OCI), appelle le monde musulman et l'Occident à « s'accepter les uns les autres sur un plan d'égalité », dénonçant une « diabolisation de l'islam ».
- Qatar (Doha). Youssef Al-Qaradâwî, un influent religieux qatarien d'origine égyptienne, dénonce les "débordements" de violence qui ont eu lieu durant les manifestations.
- Inde (Delhi). Un imam de la mosquée Jama Masjid, Ahmed Bukhari, déclare " Pendant 1 400 ans, l'islam a combattu ses ennemis démoniaques et maintenant il ne s'inclinera pas devant les dessins sataniques de la France, de l'Allemagne, de la Norvège et du Danemark". "L'islam et les musulmans ont été défiés et nous n'arrêterons pas tant à moins que les nations qui nous ont humilié soient punies". Il demande au gouvernement indien de demander des excuses au Danemark[51].

### 11 février 2006
Événements
- France (Paris).

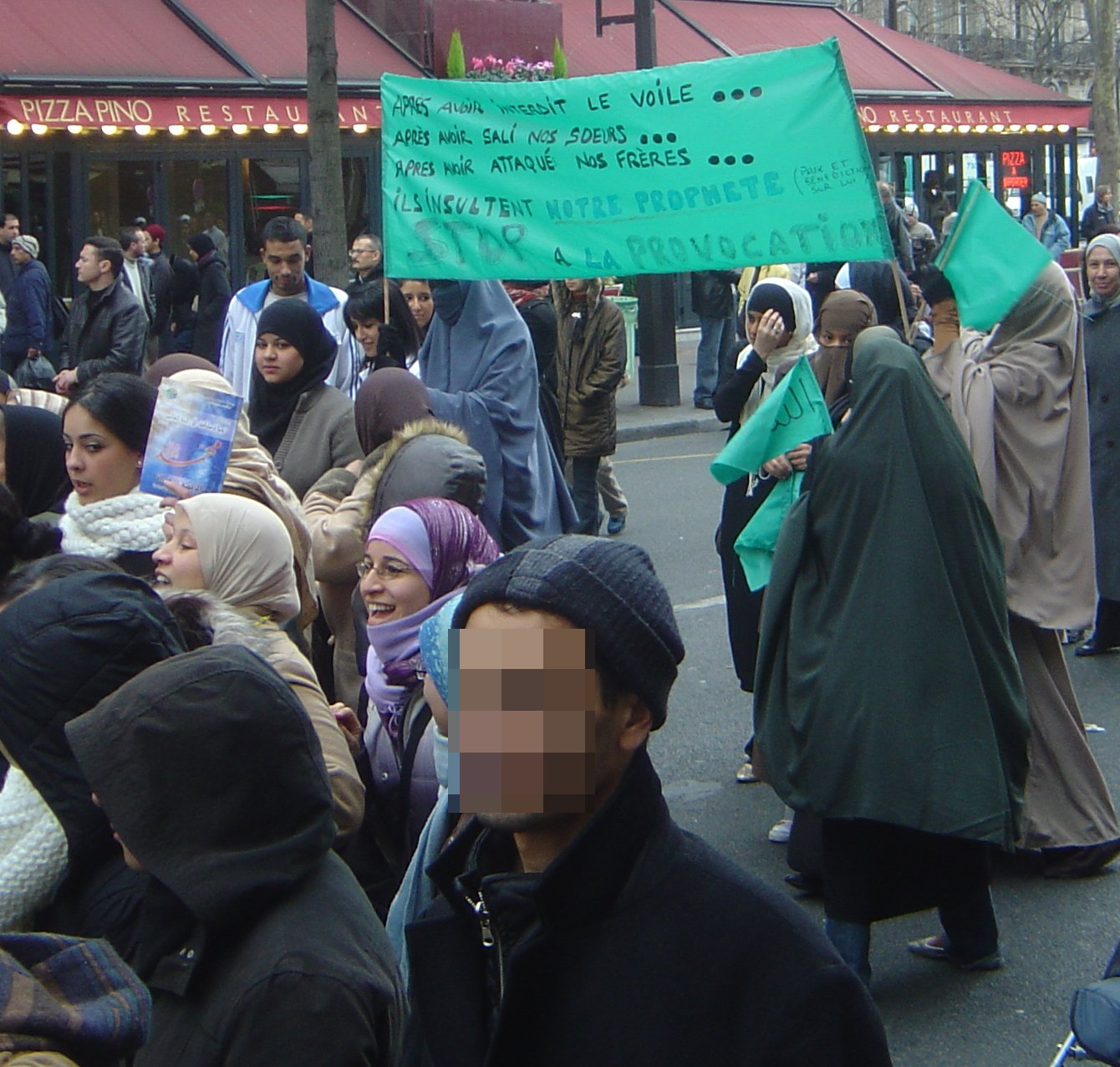
Manifestations du 11 février 2006 à Paris, contre les caricatures

  - Manifestation : Quelque 7 200 musulmans (selon la police) manifestent à l'appel d'associations musulmanes franciliennes, pour protester contre la publication des caricatures de Mahomet. Beaucoup de femmes voilées.
  - La Fédération française des associations islamiques des Antilles, d'Afrique et des Comores va saisir le tribunal correctionnel de Paris en citation contre France-Soir.
- France (Strasbourg). Manifestation : Quelque 2 000 musulmans du Parti des musulmans de France manifestent dans l'après-midi à Strasbourg. Beaucoup de femmes voilées.

### 12 février 2006
Événements
- Turquie :
  - Istanbul. Manifestation : Quelque 150 manifestants, membres de l'organisation de jeunesse d'un parti islamiste et nationaliste (BBP, parti de la grande unité), lancent des pierres et des œufs contre le consulat de France à Istanbul en criant "Alla-o-Akbar", "vengeance, vengeance". La police turque déployée autour de la mission diplomatique (situé dans le quartier de Istiklal) laisse faire[56].
  - Diyarbakir. Manifestation : Des dizaines de milliers de Turcs manifestent à Diyarbakir (sud-est).
- Danemark (Copenhague). Le Danemark fait appel à la Malaisie, présidente de l'Organisation de la conférence islamique (OCI), afin d'apaiser la colère suscitée dans le monde musulman par les caricatures de Mahomet.
- Algérie (Alger). Publication : Les directeurs de deux hebdomadaires arabophones algériens sont placés sous mandat de dépôt par un tribunal d'Alger pour avoir publié des caricatures de Mahomet.
- Kenya (Nairobi). Publication : Le plus important groupe de presse du Kenya s'excuse d'avoir montré à la télévision les caricatures alors qu'un groupe de jeunes musulmans en colère menaçait d'investir ses locaux à Nairobi.
- Cisjordanie (Naplouse). Des colons juifs extrémistes inscrivent des insultes contre Mahomet sur une mosquée dans un village du nord de la Cisjordanie.
- Jordanie (Amman). Publication : Les autorités judiciaires jordaniennes libèrent sous caution Jihad Momani, rédacteur en chef de l'hebdomadaire Shihane et Hachem al-Khalid, rédacteur en chef du journal Al-Mehwar, arrêtés le 4 février.
- Yémen (Sanaa). Le Parlement yéménite appelle au boycottage des produits des pays européens dont la presse a publié les caricatures, afin d'amener les gouvernements de ces pays à "s'excuser" pour ces dessins jugés insultants.

Réactions
- ONU (Copenhague). Le secrétaire général de l'ONU, Kofi Annan, appelle, à la télévision danoise, à la désescalade dans l'affaire des caricatures de Mahomet, et à l'abandon de la « diplomatie du mégaphone ».
- États-Unis (Washington). Condoleezza Rice a prévenu que les dirigeants qui encouragent les manifestations violentes risquaient de perdre le contrôle de la situation.
- Angleterre (Londres). Sondage : 63 % des Britanniques estiment que « les musulmans en Grande-Bretagne ne peuvent cohabiter pacifiquement avec d'autres religions » et que « les tensions vont s'aggraver », selon un sondage dans le Sunday Times.
- Danemark (Copenhague). Les douze caricatures de Mahomet seront utilisées dans du matériel d'enseignement scolaire, et un musée danois n'exclut pas de les exposer un jour.
- Danemark. Depuis Washington. Certains pays comme l'Iran et la Syrie ont profité de la polémique autour de la publication des caricatures pour détourner l'attention sur leurs propres problèmes, affirme le Premier ministre danois Anders Fogh Rasmussen sur CNN.
- Suisse (Berne). La ministre suisse des Affaires étrangères Micheline Calmy-Rey a appelé à davantage de respect envers les musulmans, estimant que la liberté d'expression avait des limites.
- Portugal (Lisbonne). Un championnat de football entre pays arabes et européens pourrait contribuer à améliorer des relations assombries par la crise provoquée par la publication de caricatures, estime le ministre portugais des Affaires étrangères Diogo Freitas do Amaral.
- Libye. De Berlin. Le chef d'État libyen Mouammar Kadhafi estime que les personnes qui publient les caricatures sont des « infidèles » qui répandent la haine, dans une interview au quotidien régional allemand Neue Ruhr Zeitung, dans laquelle il met aussi en cause les systèmes scolaires en Europe.
- Indonésie (Jakarta). Le gouvernement indonésien indique regretter le départ précipité d'Indonésie des diplomates danois après les manifestations et les menaces proférées contre le Danemark durant la semaine dans l'archipel.
- Arabie saoudite (Djeddah). Le secrétaire général de la Ligue arabe, Amr Moussa, a déclaré que l'Orient et l'Occident devaient œuvrer ensemble pour éteindre la « flamme malveillante » de la crise déclenchée par la publication de caricatures.

### 13 février 2006
Évènements
- France (Paris).
  - La France appelle « à la vigilance » les personnes se rendant dans neuf pays du Moyen-Orient, notamment en Arabie saoudite où il est déconseillé de se rendre.
  - La France accuse l'Iran de ne pas avoir « assuré une protection suffisante » de son ambassade à Téhéran lors d'une manifestation vendredi, et annonce qu'elle convoque le chargé d'affaires iranien à Paris.
  - Publication : Journal France-Soir : nouveau délai pour le dépôt des offres[57].
- Canada (Montréal). Publication : Le Western Standard, un bimensuel publié dans la province d'Alberta qui tire à quelque 40 000 exemplaires, publie des caricatures de Mahomet. La plupart des grands journaux canadiens s'en sont abstenus.
- Danemark (Copenhague).
  - Le Premier ministre danois Anders Fogh Rasmussen invite les représentants d'une nouvelle association "Les musulmans démocratiques" à une réunion controversée, car elle exclut les imams accusés d'être les responsables de la crise actuelle.
  - Le propriétaire d'une radio locale danoise, qui avait appelé à chasser les musulmans d'Europe de l’Ouest, est condamné à 14 jours de prison avec sursis pour racisme par un tribunal de Copenhague.
- Allemagne (Düsseldorf). Une école d'art de Düsseldorf retire d'une de ses expositions, à la suite de menaces, une sculpture réalisée par l'une de ses étudiantes qui représentait une mosquée dotée de minarets en forme de missiles.
- Argentine (Buenos Aires). Publication : L'hebdomadaire argentin Noticias publie quatre des douze caricatures controversées de Mahomet dans un article en pages internationales.
- Arabie saoudite (Djeddah). Le Haut représentant de l'UE pour la politique étrangère, Javier Solana, s'entretient avec le secrétaire général de l'Organisation de la conférence islamique (OCI), Ekmeleddin İhsanoğlu, auquel il livre un message de respect aux musulmans.
- Pakistan (Peshawar). Manifestation : 4 000 manifestants protestant contre la publication des caricatures sont dispersés par la police pakistanaise au gaz lacrymogène.
- Cisjordanie (Hébron). Manifestation : Des centaines d'écoliers palestiniens manifestent à Hébron contre les caricatures.
- Iran (Téhéran). Le site internet de la Maison de la caricature de l'Iran, associée au quotidien iranien Hamshahri pour un concours international de caricatures sur l'Holocauste des juifs, publie un premier dessin sur ce thème.
- Arabie saoudite (Riyad) Le Premier ministre libanais, Fouad Siniora, examine à Riyad avec Javier Solana, Haut représentant de l'Union européenne pour la politique étrangère, des mesures pour empêcher des attaques contre le consulat du Danemark à Beyrouth incendié début février.

Réactions
- Union européenne (Vienne). Le chancelier autrichien Wolfgang Schüssel, président en exercice de l'Union européenne, condamne la publication d'une première caricature sur l'Holocauste.
- OSCE (Vienne). L'Organisation pour la sécurité et la coopération en Europe annonce qu'elle va réunir jeudi 16 février ses partenaires méditerranéens ainsi que ses rapporteurs sur la tolérance et la liberté de la presse afin « d'apaiser la discorde ».
- France (Paris).
  - L'affaire des caricatures de Mahomet « laissera quelques traces », positives pour le Conseil français du culte musulman mais négatives pour la place de la religion dans la vie publique, estime sur RTL l'archevêque de Paris Mgr André Vingt-Trois.
  - L'Union des associations musulmanes de la Seine-Saint-Denis (UAM 93) se félicite du « franc succès » de la manifestation du 11 février contre les caricatures de Mahomet, à laquelle ont participé, selon ses estimations, 20 000 personnes à Paris (7 200 selon la police).
- Tchéquie. De Tunis Le Premier ministre tchèque, Jiří Paroubek, en voyage en Tunisie, se prononce pour « le respect des libertés religieuses » et regrette la violence dans l'affaire des caricatures de Mahomet.
- Arabie saoudite (Djeddah) "Il est important et nécessaire pour le monde musulman et l'Europe d'avoir des relations fortes" en dépit de la crise autour des caricatures de Mahomet, déclare le haut représentant de l'Union européenne pour la politique étrangère Javier Solana, après des entretiens avec Ekmeleddin İhsanoğlu, secrétaire général de l'Organisation de la conférence islamique (OCI).

### 14 février 2006
Événements
- ONU (Genève). 57 pays musulmans déposent à l'ONU un projet de texte visant à interdire l'intolérance contre les religions.
- Maroc (Casablanca). Manifestation : Une centaine de personnes participent à un sit-in devant le siège du Journal Hebdomadaire qui avait reproduit, mais barrées de noir, les caricatures.
- Pakistan (Islamabad). Manifestation : Des centaines d'écoliers et lycéens pakistanais manifestent en costume scolaire aux cris de « mort au Danemark ». Ils sont dispersés par la police aux abords du quartier des ambassades.
- Pakistan (Lahore).  Manifestation : Plusieurs restaurants de franchise américaine sont attaqués et des véhicules brûlés. Deux personnes sont tuées par balles.
- Iran (Téhéran). Manifestation : Une cinquantaine d'islamistes attaquent à coup de cocktails Molotov, de pierres et de gros pétards les ambassades d'Allemagne et de Grande-Bretagne.
- Kurdistan (Erbil).  Manifestation : Plusieurs milliers d'islamistes kurdes.

Réactions
- Union européenne (Copenhague). le président de la Commission européenne José Manuel Durão Barroso défend le Danemark, affirmant à la presse danoise que "la liberté d'expression n'est pas négociable".
- Autriche (Vienne). L'Institut international de la presse (IPI) estime que la "liberté éditoriale" est prioritaire et demande aux hommes politiques de défendre ce principe quand ils appellent au calme.
- Finlande (Helsinki). Le Premier ministre finlandais Matti Vanhanen s'excuse pour l'offense faite aux musulmans par la publication le 13 février de caricatures de Mahomet sur un site internet finlandais d'extrême droite.
- Danemark (Copenhague).
  - Le ministre danois de la Défense, Søren Gade, rejette l'appel du Conseil du gouvernorat de Bassorah (sud de l'Irak) qui réclame le retrait des troupes danoises de cette province.
  - Le Premier ministre danois Anders Fogh Rasmussen annonce qu'il va demander au gouvernement irakien de prendre clairement position quant au maintien des troupes danoises en Irak.
- Italie (Rome). Le ministre des Réformes italien Roberto Calderoli, membre de la direction de la Ligue du Nord, annonce qu'il s'est confectionné des T-shirt représentant les caricatures[58].
- France (Paris). L'organisation franc-maçonnique "Grande Loge féminine de France" (GLFF) exprime son indignation face au « soutien apporté par des gouvernements et la plupart des églises et de leurs représentants à ceux qui en appellent au meurtre » dans l'affaire des caricatures de Mahomet.
- France (Marseille). L'ancien grand mufti de Marseille, Soheib Bencheikh, se déclare opposé "à toute action en justice ou manifestation" contre la publication des caricatures. Selon lui "la liberté d'expression est sacrée"[59].
- Australie (Sydney). Le caricaturiste australien Michael Leunig dément avoir participé au concours international de caricatures sur l'Holocauste organisé en Iran.
- Canada (Ottawa). Le Premier ministre canadien Stephen Harper regrette la publication de caricatures par un influent magazine de l'ouest canadien.
- Irak (Bassorah). Le Conseil du gouvernorat de Bassorah, au sud de l'Irak, réclame le retrait des troupes danoises de la province, jusqu’à ce que le gouvernement de Copenhague présente des excuses aux musulmans.
- Iran (Téhéran). Une fondation liée à l'État iranien indique que la fatwa décrétée par l'imam Rouhollah Khomeini qui condamne à mort l'écrivain britannique Salman Rushdie, auteur des Versets sataniques, restera "éternellement" en vigueur.
- Égypte (Le Caire). L'Égypte appelle l'Union européenne à soutenir une résolution à l'Onu pour protéger les symboles religieux, lors d'une visite au Caire du haut représentant de l'UE pour la politique étrangère, Javier Solana.
- Maroc (Rabat). Le Journal Hebdomadaire accuse l'État marocain et les médias publics de vouloir le faire taire et le jeter en pâture à la vindicte populaire au sujet des caricatures.

### 15 février 2006
Évènements
- États-Unis (Champaign). Publication : Deux rédacteurs d'un journal étudiant de l'université de l'Illinois, aux États-Unis, sont suspendus pour avoir publié les caricatures. Le 14 février, le rédacteur en chef Acton H. Gorton s'est dit « très déçu » de la décision de l'éditrice de le suspendre, ainsi que le rédacteur des pages débat Charles Prochaska, pour deux semaines en attendant les résultats d'une enquête interne. L'éditrice Mary Cory et la rédactrice générale Shira Weissman n'ont pas commenté cette décision, mais un éditorial du Daily Illini, indépendant de l'université mais dirigé par des étudiants, demandait pardon à la communauté musulmane, sans pour autant estimer qu'il était inopportun de publier ces caricatures. Selon cet éditorial, les deux rédacteurs suspendus auraient cependant publié six des 12 caricatures danoises sans mettre au courant le reste de la rédaction[60].
- Malaisie (Kuala Lumpur). Publication : On apprend que la Malaisie a fait fermer pour deux semaines un quotidien qui avait publié une photo contenant une des caricatures.
- Indonésie (Djakarta). Les importateurs indonésiens annoncent avoir commencé un boycottage des produits danois.
- Philippines (Manille). Manifestation : Six cents musulmans manifestent en brûlant des drapeaux danois devant la représentation du Danemark.
- Pakistan (Tank). Manifestation : 2 000 personnes. La police pakistanaise annonce que des manifestants ont mis le feu à une trentaine de boutiques de CD, de DVD et de cassettes vidéo à Tank, dans le nord-ouest du Pakistan, à 230 km de Peshawar.
- Pakistan (Peshawar). Manifestation : 70 000 personnes. La police locale indique que des manifestants ont incendié un restaurant de franchise américaine Kentucky Fried Chicken, deux cinémas et des dizaines de véhicules. Les violences ont fait deux morts. Pour la troisième journée consécutive, les policiers pakistanais doivent recourir aux matraques et aux grenades lacrymogènes pour disperser la foule. Il y a au moins 16 blessés parmi les policiers et les manifestants. Un coup de feu a été entendu près du restaurant KFC mis à sac et incendié par la foule, ont déclaré des témoins. Les manifestants, au nombre de 5000, s’en sont pris à plusieurs filiales ou enseignes locales qui leur semblait témoigner d’une présence étrangère : Un restaurant Kentucky Fried Chicken, deux cinémas et une boutique de téléphonie mobile de la compagnie pakistanaise Mobilink (les émeutiers visant probablement la compagnie norvégienne Telenor, important opérateur de téléphonie mobile dans le pays). La police anti-émeutes a fait usage de grenades lacrymogènes pour disperser la foule. Un homme de 28 ans a été électrocuté par un câble électrique et un enfant de 8 ans a été tué d’une balle dans la tête. Au moins 30 blessés dont « quatre ou cinq dans un état grave » d’après une source médicale, ont été amenés dans les hôpitaux[61].
- Turquie (Istanbul). Le patriarche arménien Mesrob II annonce que des inconnus ont tiré contre une église orthodoxe à Kayseri en Turquie et que l'incident est lié à la crise suscitée par la publication de caricatures de Mahomet.

Réactions
- Union européenne (Strasbourg). Message des représentants des principaux groupes politiques du Parlement européen et de l'UE. "La liberté d'expression est un bien précieux. Mais son exercice suppose la responsabilité de l'individu", souligne au nom de la présidence autrichienne de l'UE le secrétaire d'État aux Affaires étrangères Hans Winkler, précisant qu'il y avait des "limites à cette liberté, notamment lorsqu'elle blesse le sentiment religieux".
- Danemark (Copenhague).
  - Le rédacteur en chef du Jyllands-Posten, qui a publié en premier les caricatures controversées de Mahomet, met en garde contre l'octroi dans les journaux d'un traitement particulier pour les musulmans.
  - Le Premier ministre danois Anders Fogh Rasmussen a estimé le 14 février que la polémique provoquée par les caricatures de Mahomet constituait « le plus grand défi de politique étrangère qu'ait connu le Danemark depuis la Seconde Guerre mondiale ».
  - Le ministre danois des Affaires étrangères, Per Stig Moeller, affirme que le gouvernement irakien souhaite toujours la présence de soldats danois en Irak.
- Brésil (Porto Alegre). Aram Ier, président du Comité central du Conseil œcuménique des Églises, juge « indispensable » le renforcement du dialogue interreligieux, en particulier entre chrétiens et musulmans, après l'affaire des caricatures de Mahomet.
- Cisjordanie (Hébron). Le dirigeant palestinien Mahmoud Abbas demande aux observateurs internationaux de revenir à Hébron, et garantit leur sécurité après l'attaque de leurs bureaux la semaine précédente à la suite de l'affaire des caricatures de Mahomet.
- Qatar (Doha). Yves Guéna, le président de l'Institut du monde arabe (IMA) de Paris, « désapprouve » les caricatures controversées de Mahomet, se disant « tout à fait d'accord » avec le président Jacques Chirac dans cette affaire.

### 16 février 2006
Évènements
- Union européenne (Vienne).
  - La réunion entre l'UE, le Danemark et des dignitaires musulmans syrien et bosniaque pour désamorcer la crise n'aboutit qu'à l'envoi d'un « signal » en faveur du dialogue des cultures.
  - À Ramallah, le Haut représentant de l'Union européenne pour la politique étrangère, Javier Solana, s'entretient avec des dirigeants palestiniens au sujet des caricatures de Mahomet.
- Vatican. Le pape Benoît XVI reçoit en audience privée le Premier ministre libanais Fouad Siniora, avec qui il s'entretient des conséquences de la publication des caricatures de Mahomet dans les pays musulmans.
- Danemark (Copenhague). Manifestation : Des milliers de Danois ont envoyé des messages d'excuses et d'amitié au monde musulman indique un responsable du site http://www.anotherdenmark.org.
- Pologne (Varsovie). Publication : Le parquet polonais ouvre une enquête pour vérifier si la récente publication dans la presse en Pologne de caricatures de Mahomet et d'un photo-montage de la chanteuse Madonna en Sainte-Vierge constitue un délit.
- Russie (Volgograd). Publication : Les autorités de Volgograd annoncent avoir fermé la maison d'édition Volgograd-Info et son journal Gorodskie Vesti qui avait publié, le 9 février, un dessin représentant notamment Mahomet.
- Pakistan (Karachi).  Manifestation : Selon un dernier bilan, quelque 35 000 musulmans manifestent contre la publication des caricatures. La police revoit à la hausse le nombre de manifestants qui défilent dans les rues de Karachi, estimé à 40 000. Plus de 20 000 personnes manifestent contre la publication en Europe de caricatures de Mahomet, à Karachi, la plus grande ville du Pakistan, où l'armée est déployée après les violences du début de semaine qui ont fait cinq morts au Pakistan.
- Pakistan. Deux imams d'Oslo se rendent au Pakistan pour tenter d'y apaiser la colère des manifestants anti-caricatures de Mahomet qui s'en sont pris aux locaux du groupe norvégien de télécoms Telenor lors de violences qui ont fait cinq morts en deux jours, selon le journal VG.
- Iran (Téhéran). Manifestation : Des étudiants islamistes manifestent devant l'ambassade d'Allemagne à Téhéran pour protester contre la position de Berlin face au dossier nucléaire iranien et les caricatures controversées du prophète de l'islam Mahomet.
- Irak (Copenhague).
  - Le gouvernement irakien a demandé officiellement au Danemark de maintenir sa présence militaire en Irak, indique le ministère danois des Affaires étrangères.
  - Des policiers irakiens ont refusé de recevoir une formation aux opérations de sécurité dispensée par des soldats danois indiquent une source militaire danoise.
- Égypte (Le Caire). Des religieux chrétiens danois arrivent pour tenter d'apaiser la colère dans les pays musulmans.

Réactions
- Union européenne (Strasbourg). Le Parlement européen adopte une résolution plaidant pour un exercice responsable de la liberté d'expression, tout en exprimant sa solidarité avec les journalistes ayant reproduit dans le monde arabe les caricatures de Mahomet.
- Vatican (Cité du Vatican). À l'issue d'une rencontre avec le Premier ministre libanais, le pape Benoît XVI estime qu'en aucun cas la liberté d'expression ne doit constituer « une atteinte aux libertés des autres » en référence aux caricatures de Mahomet.
- Italie (Rome). Le ministre italien des Réformes Roberto Calderoli (Ligue du Nord), qui montre au journal télévisé qu'il porte un T-shirt des caricatures sous sa chemise se fait rappeler à l'ordre par le chef de la diplomatie italienne Gianfranco Fini[62].
- Russie (Moscou). Le ministre russe de la culture Alexandre Sokolov demande aux médias locaux de s'abstenir de publier des choses qui pourraient insulter des sentiments religieux, menaçant les contrevenants de sanctions.
- Danemark (Copenhague). La Fédération danoise de football annonce que plusieurs joueurs de l'équipe danoise de football sont préoccupés à l'idée de jouer un match amical le 1er mars en Israël, après les tensions suscitées au Proche-Orient par les caricatures de Mahomet.

### 17 février 2006
Évènements
- États-Unis (New York). Un groupe d'islamistes proteste devant le consulat du Danemark[63].
- Portugal (Lisbonne). Publication : Un caricaturiste portugais renommé, Augusto Cid, annonce sa participation au concours de caricatures sur l'Holocauste lancé par le quotidien Hamshahri de Téhéran.
- Égypte. L'ambassadrice égyptienne au Danemark, Mona Omar Attia, est remplacée et envoyée en Afrique du Sud[64].
- Iran (Téhéran). Manifestation : Des sunnites iraniens brûlent une croix devant l'ambassade du Danemark à Téhéran pour protester contre la publication des caricatures de Mahomet.
- Cisjordanie (Hébron). Manifestation : Près de deux cents Palestiniens manifestent contre les caricatures après les prières musulmanes.
- Pakistan
  - Islamabad
    - Le Pakistan rappelle son ambassadeur au Danemark pour consultation.
    - Manifestation : Les forces de l'ordre pakistanaises sont placées en alerte pour prévenir tout incident lors de multiples manifestations prévues après la grande prière.
    - Hafiz Saeed, fondateur du groupe islamiste interdit Lashkar-e-Toiba, a été placé en résidence surveillée en prévention de nouvelles violences lors de manifestations annonce son parti.

  - Multan.  Manifestation : La police pakistanaise interpelle 125 personnes qui entendaient manifester contre les caricatures, en violation avec l'interdiction des manifestations dans l'est du pays.
  - Peshawar. Mohammed Yousaf Qureshi, prêcheur de la mosquée de Mohabat Khan, offre une récompense de 1,5 million de roupies (14 061 €) et une voiture à quiconque assassinerait l'un des caricaturistes de Mahomet. Il ajoute qu’une association de bijoutiers ajouterait un million de dollars à cette récompense. Cette annonce a été faite devant la mosquée après les prières du vendredi, à l’issue desquelles un drapeau danois et une effigie du Premier ministre danois ont été brûlés.
- Bangladesh (Dacca).  Manifestation : Plus de 5 000 Bangladais manifestent pour protester contre la publication des caricatures.
- Israël (Jérusalem). De nouvelles insultes contre Mahomet sont découvertes sur les murs d'une mosquée dans un village palestinien de Cisjordanie, indique un officier de l'armée israélienne.
- Hong-Kong (Hong Kong).  Manifestation : Des milliers de musulmans manifestent vers le bureau local du Haut commissariat aux réfugiés des Nations unies.
- Tanzanie (Dar es-Salaam). Manifestation : Environ 5 000 musulmans manifestent dans la capitale économique de la Tanzanie.
- Libye (Rome). Manifestation : Une violente manifestation composé d'un millier de musulmans est dispersée par la police libyenne devant le consulat italien de Benghazi (est de la Libye), indique le ministère italien des Affaires étrangères[65]. La télévision officielle libyenne annonce la mort de plusieurs personnes dans des affrontements entre la police libyenne et ces manifestants, dont certains ont incendié une partie de l'immeuble abritant le consulat italien.

Réactions
- Organisation pour la sécurité et la coopération en Europe (Vienne). Miklós Haraszti, représentant de l'OSCE pour la liberté des médias, déplore dans un rapport une « fausse interprétation » des caricatures de Mahomet publiées au Danemark, qui ne sont pas une attaque contre l'islam et provoquent un « climat d'intimidation ».
- France.
  - L'Association Reporters sans frontières (RSF) lance un appel à la libération des journalistes emprisonnés pour avoir publié des caricatures de Mahomet.
  - L'éditorialiste du Figaro, Ivan Rioufol, dénonce « « l'Europe des Capitulards » qui serait prête à sacrifier sa liberté d'expression pour calmer les islamistes[66].
- Norvège. De Moscou, le chef de la diplomatie norvégienne, Jonas Gahr Støre, dit de nouveau regretter « si les croyants (musulmans) se sentent humiliés », ajoutant que la publication des caricatures par un média norvégien « n'exprime pas la position du gouvernement norvégien, ni du peuple norvégien ».
- Italie. Le chef de la diplomatie italienne Gianfranco Fini recevra le 23 février des ambassadeurs de pays musulmans pour discuter avec eux de la crise.
- Pakistan. L'ancien président américain Bill Clinton critique la publication des caricatures lors d'une rencontre avec le président pakistanais Pervez Musharraf.

### 18 février 2006
Évènements
- Suède (Stockholm). Publication : L'hebdomadaire Stockholms Fria Tidning publie ses propres caricatures de Mahomet avec Muhammad Ali, Muhammad Baqir al-Sadr, Mohammad Lawal, Haji Kher Muhammed, Muhammad Mahdi al-Salih et Amir Mohammed Rasheed…
- France (Montpellier). Manifestation : Entre 1 700 et 2 000 personnes selon la police, 2 500 à 3 000 selon les organisateurs, manifestent dans le calme à Montpellier.
- Angleterre (Londres). Manifestation : Plus de 10 000 manifestants dénoncent la publication des caricatures. C'est la manifestation la plus importante organisée à Londres depuis le début de l'affaire des caricatures.
- Allemagne (Duisbourg). Quelque 3 500 personnes manifestent à Duisbourg contre la publication des caricatures.
- Libye (Tripoli).
  - Manifestation : Onze personnes, dont quatre Égyptiens et Palestiniens, ont été tuées et 35 blessées lors de la violente manifestation du 17 février devant le consulat italien de Benghazi, annonce Seïf al-Islam Kadhafi, le fils du dirigeant libyen. Source: Nouvel Observateur
  - Le ministre libyen de la Sécurité, Nasr Mabrouk, a été suspendu de ses fonctions et traduit devant un juge d'instruction, selon une source officielle.
- Pakistan (Multan). Quatre personnes sont blessées quand les forces de l'ordre ouvrent le feu contre des manifestants qui tentaient d'incendier des banques et d'autres bâtiments à Chiniot, dans l'est du pays, selon la police.
- Inde (Lucknaw). Un ministre musulman de l'État indien d'Uttar Pradesh a offert 510 millions de roupies (11,5 millions de dollars) de récompense à qui obtiendrait la tête d'un des auteurs des caricatures de Mahomet, rapporte la presse indienne. Source: Nouvel Observateur
- Nigeria
  - État de Borno). Dans la ville de Maiduguri (nord-ouest) à majorité musulmane, 15 chrétiens ont été assassinés et onze églises brûlées, ainsi que des magasins pillés lors d’une manifestation contre les caricatures. Parmi les victimes se trouvent un prêtre catholique et 3 enfants. Des manifestations samedi 18 février dans deux villes du nord du Nigeria ont fait 24 morts et 230 blessés, selon un nouveau bilan établi par la Croix-Rouge nigériane. Le prêtre assassiné, P. Michael Gajere était curé de la paroisse Sainte-Rita de Maiduguri[67],[68].
  - État de Katsina. Les violences ont fait également un mort et deux blessés dans l'État de Katsina[69].

Réactions
- Italie (Rome).
  - Le ministre italien des Réformes Roberto Calderoli (Ligue du Nord) qui se déclarait prêt à présenter sa démission, mais à condition que l'islam fasse un geste d'apaisement, présente sa démission sans condition sur l'insistance du chef du gouvernement Silvio Berlusconi[70].
  - Le chef de l'État italien Carlo Azeglio Ciampi invite les membres du gouvernement à faire montre de "comportements responsables" dans la crise internationale provoquée par les caricatures de Mahomet.
  - Le chef de la diplomatie italienne Gianfranco Fini annonce sa décision de se rendre à la mosquée de Rome pour tenter d'apaiser les tensions provoquées dans le monde musulman par les déclarations offensantes pour l'islam de Roberto Calderoli.
  - Silvio Berlusconi, s'est entretenu avec Mouammar Kadhafi et obtenu du dirigeant libyen l'assurance que les manifestations anti-italiennes à Benghazi n'auront pas de conséquences sur les relations entre les deux pays.
- Pays-Bas. Près la moitié des Néerlandais craint une confrontation entre le monde musulman et l'Occident, après les violentes protestations provoquées par la publication de caricatures de Mahomet, selon un sondage de l'institut néerlandais R&M Matrix.
- Libye (Tripoli).
  - La manifestation et l'incendie du consulat d'Italie à Benghazi "n'aura pas d'effet négatifs" sur les relations entre l'Italie et la Libye, affirme le ministre libyen des Affaires étrangères Abdel Rahman Shalgham, selon l'ambassade d'Italie à Tripoli.
  - Les déclarations « provocantes et outrageantes » contre l'islam du ministre italien des Réformes Roberto Calderoli sont responsables de la manifestation de contre le consulat d'Italie, affirme la Fondation internationale Kadhafi pour la charité et le développement dans un communiqué.
- Iran (Téhéran). Les autorités iraniennes ont ordonné aux forces de sécurité de faire « leur possible » pour prévenir les attaques contre les ambassades étrangères en Iran, indique le ministre de l'Intérieur Mostafa Pour-Mohammadi cité par la presse.

### 19 février 2006
Évènements
- Canada (Toronto). Manifestation : 2 500 islamistes manifestent contre les caricatures. Une contre-manifestation est organisée par une centaine de musulmans modérés appelant à l'arrêt des manifestations.
- Turquie (Istanbul). Manifestation : Des dizaines de milliers de musulmans se sont réunis à Istanbul à l'appel du parti de la Félicité (SP, islamiste) pour protester contre la publication des caricatures. Les slogans attaquent le Danemark, les États-Unis et Israël.
- Pakistan
  - Islamabad. Manifestation : La police pakistanaise procède à des raids dans trois villes du pays dans la nuit du 18 au 19 février, procédant à des centaines d'interpellations et assignations à résidence pour tenter d'empêcher la grande manifestation organisée par des partis islamistes à Islamabad, et interdite par le gouvernement. Islamabad est bouclée, mais malgré l'interdiction 15 000 musulmans protestent contre les caricatures avec des slogans comme : "Ô Dieu donne-moi le courage de tuer les blasphémateurs". Les forces de sécurité pakistanaises tirent des gaz lacrymogènes pour les disperser.
  - Sukkur. 400 musulmans attaquent, pillent et incendient une église à Sukkur[71].
- Indonésie (Jakarta). Manifestation : 200 à 400 membres du Front des défenseurs de l'islam (FPI), un groupe radical islamiste indonésien, font le siège de l'ambassade américaine à Jakarta pour protester contre la publication des caricatures du prophète ainsi que contre une sculpture de Mahomet se trouvant dans l'enceinte de la Cour suprême américaine. Ils lancent des tomates, des œufs et des pierres contre le bâtiment et brisent plusieurs vitres. Avec des barres de bois et des pierres ils tentent de défoncer les portes. Ils brûlent le drapeau américain et un poster représentant le président Bush et accusent Washington d'avoir organisé la publication des caricatures de Mahomet pour tenter de discréditer l'islam. « Ce n’est pas le dernier avertissement. Ce n’est que le premier. Il y aura d’autres actions plus importantes contre eux », a déclaré un des dirigeants du FPI a l’issue de la manifestation[72].
- Maroc (Nador). Manifestation : Des dizaines de femmes islamistes ont manifesté à Nador contre la publication des caricatures de Mahomet à l'appel de l'association radicale Al Adl Wal Ihsane (Justice et bienfaisance, non reconnue).
- Iran (Téhéran). La meilleure caricature sur l'holocauste sera récompensée par un prix de 12 000 dollars, a annoncé le site internet de la Maison de la caricature de l'Iran, associée au quotidien Hamshahri pour un concours international de caricatures sur l'holocauste des juifs[73].

Réactions
- Angleterre (Londres). Un sondage réalisé par le Daily Telegraph révèle que 40 % des musulmans veulent l'application de la Charia en Angleterre[74].
- Danemark (Copenhague).
  - L'ambassadeur danois au Pakistan va rentrer temporairement au Danemark, annonce le ministère danois des Affaires étrangères.
  - Le quotidien danois Jyllands-Posten nie avoir publié des excuses dans les journaux arabes[75].
  - Flemming Rose l'éditeur du Jyllands-Posten ne mâche pas ses mots en donnant les raisons de la publication des caricatures et en condamnant les attaques des islamistes contre la liberté d'expression[76].
- Nigéria (Kano). Le secrétaire général du Conseil suprême nigérian des affaires islamiques, principale organisation musulmane du pays, condamne les émeutiers qui ont attaqué la veille des chrétiens, tuant 15 personnes.
- Égypte (Le Caire). Le ministre égyptien des Biens religieux, Mahmoud Hamdi Zaqzouq estime "normale" la réaction des musulmans à la publication des caricatures de Mahomet, lors d'un entretien au Caire avec une délégation de religieux danois.

### 20 février 2006
Évènements
- Danemark (Copenhague). Le Danemark accuse l’Égypte d’avoir relancé la polémique sur les caricatures. « L’Égypte a joué un rôle crucial ces derniers mois dans l’embrasement de l’actualité autour des caricatures danoises de Mahomet » a déclaré samedi 18 février Per Stig Moeller, le ministre danois des Affaires étrangères[77].
- Guinée-Bissau (Bissau). Publication : Un journal indépendant bissau-guinéen, Diario de Bissau, reprend les caricatures, et déclenche la condamnation d'un responsable musulman du pays qui a qualifié cette démarche de « provocation ».
- Arabie saoudite (Riyad).
  - Publication : Les autorités saoudiennes interdisent le journal Shams qui a publié les caricatures dans le but d'accentuer la campagne contre le Danemark[78],[79].
  - Une partie des médias saoudiens a publié le texte d'excuses du Jyllands-Posten à la suite de la publication des caricatures de Mahomet.
- Afghanistan (Jalalabad). Manifestation : Près de 2 000 étudiants afghans ont manifesté contre les caricatures de Mahomet publiées par la presse européenne, en appelant les pays musulmans à rompre leurs liens avec le Danemark.
- Nigeria (Gombe). L'État de Gombe, dans le nord du Nigeria, a interdit la tenue d'une manifestation organisée par des musulmans qui souhaitaient protester contre la publication en Europe de caricatures de Mahomet.
- Pakistan (Islamabad). Les autorités pakistanaises ont levé l'assignation à résidence du chef de la principale alliance islamiste pakistanaise, qui a aussitôt appelé à de nouvelles manifestations contre la publication en Europe de caricatures de Mahomet.
- Inde (Lucknow). Un tribunal islamique de Lucknow, ville du nord de l'Inde, a lancé lundi une fatwa (décret religieux), condamnant à mort les 12 auteurs des caricatures.

Réactions
- ONU (Genève). Trois groupes de défense des droits de l’Homme ont invité le président de l’Assemblée générale et des Nations unies à rejeter les tentatives de dernière minute d’incorporer des préceptes religieux islamiques à la nouvelle charte du conseil des droits de l’Homme[80].
- Danemark. Le ministre danois des Affaires étrangères, Per Stig Moeller, affirme que « des forces extrémistes tentent de maintenir le conflit en vie », se disant convaincu qu'Al-Qaïda « veut aussi exploiter la situation pour attiser le feu ».
- Libye. Un dernier bilan officiel fait état de onze morts et 69 blessés, dont 27 grièvement, dans les heurts qui ont opposé les forces de l'ordre libyennes aux manifestants lors de l'attaque du consulat d'Italie à Benghazi le 17 février.
- Vatican
  - Le silence des États et des organisations internationales est « inacceptable » face aux émeutes antichrétiennes survenues samedi au Nigeria, estime le recteur de l'Université pontificale, Mgr Rino Fisichella. Il demande aux dirigeants européens de défendre le droit à la liberté religieuse lors des négociations et des déplacements dans les pays musulmans.
  - Le pape Benoît XVI a estimé qu'il était « nécessaire et urgent que les religions et leurs symboles soient respectés » afin de « favoriser la paix et la compréhension entre les peuples et entre les hommes ».

### 21 février 2006
Évènements
- Danemark (Copenhague). D'après l'expert en sécurité informatique Ulf Munkedal de Fort Consult, près de 500 sites internet danois ont été attaqués une nouvelle fois lundi 20 février par des pirates informatiques à la suite de la publication de caricatures.
- Italie (Rome). Le président du Sénat italien Marcello Pera met en cause les autorités libyennes dans les violents incidents anti-italiens de Benghazi (17 février).
- France (Paris). Un débat organisé par SOS Racisme à Paris XII « pour défendre la liberté d'expression dans l'affaire des caricatures » et prévu mercredi 22 février est interdit par la présidence de l'université au motif du maintien de l'ordre public.
- Pakistan (Peshawar). Manifestation : 5 000 Pakistanais manifestent contre les caricatures et appellent le président Pervez Musharraf à démissionner.

Réactions
- Vatican. Le Saint Siège exige le respect du principe de réciprocité, après la vague de violence qui a visé des communautés chrétiennes au Nigeria et au Pakistan[81].
- Danemark
  - Le Premier ministre danois Anders Fogh Rasmussen met en garde contre « une solution rapide et facile » de la crise.
  - Les 12 dessinateurs danois auteurs des caricatures publiées dans le quotidien Jyllands-Posten sont toujours protégés par la police.
  - L'ambassadeur du Danemark à Jakarta est attendu en Indonésie pour rouvrir le plus tôt possible l'ambassade.
- Organisation de la conférence islamique. Depuis Islamabad le secrétaire général de l'Organisation de la conférence islamique, le Turc Ekmeleddin İhsanoğlu, qualifie de « très dangereuse » la fatwa lancée par des musulmans indiens.

### 22 février 2006
Évènements
- Russie. Publication : La Douma veut enquêter sur les raisons de la fermeture de plusieurs journaux russes régionaux[82].
- Pakistan (Karâchi). Manifestation : 10 000 manifestants contre les caricatures, à Larkana (300 km au nord de Karachi, sud), fief des anciens Premiers ministres Zulfikar Ali Bhutto et sa fille Benazir Bhutto.
- Iran (Téhéran). Manifestation : Une centaine d'islamistes manifestent devant l'ambassade d'Italie à Téhéran pour protester contre la publication de caricatures.

Réactions
- ONU (New York). Le secrétaire général de l'ONU, Kofi Annan, annonce qu'il présidera samedi 25 février à Doha une table ronde de haut niveau pour discuter de la crise provoquée par la publication en Europe des caricatures.
- Vatican (Rome). Mgr Velasio De Paolis, secrétaire au Vatican du Tribunal suprême de la signature apostolique, reproche à l'Occident ses peurs face à un islam « fermé au point de ne pas admettre la réciprocité » dans une interview à La Stampa. « L'autodéfense est un devoir », a affirmé Mgr De Paolis. « La vérité ne s'impose pas par la force (…) Mais si respecter l'autre signifie renoncer à être soi-même, cela n'a plus de sens de dialoguer »[83].
- États-Unis. Le président américain George W. Bush rappelle les gouvernements étrangers, à commencer par celui du Pakistan, à leur « obligation » d'empêcher les manifestants de dicter leur loi.
- Italie. Le chef du gouvernement italien Silvio Berlusconi condamne les caricatures de Mahomet dans une interview diffusée sur la chaîne Al Jazeera, après les manifestations anti-italiennes du 17 février, qui ont fait onze morts en Libye.
- Espagne. Le groupe espagnol d'habillement Inditex, surtout connu pour sa marque Zara, retire de ses magasins quelques milliers d'étiquettes de prix de vêtements de sa marque Bershka qui représentaient une mosquée.
- Indonésie (Jakarta). La police indonésienne promet de renforcer la sécurité autour du bâtiment hébergeant l'ambassade du Danemark, qui devait rouvrir après sa fermeture à la suite de la publication des caricatures.
- Pakistan (Peshawar). Un imam pakistanais, qui avait déjà offert la semaine précédente un million de dollars et une voiture pour la mort des dessinateurs des caricatures de Mahomet, assure que des kamikazes se sont proposés pour « tuer les blasphémateurs ».

### 23 février 2006
Évènements
- Allemagne (Lüdinghausen). Un homme d'affaires ayant distribué, pour des motifs artistiques, du papier toilette avec le mot "coran" inscrit dessus est condamné à un de prison avec sursis pour offense au Coran[84].
- Indonésie (Jakarta). Manifestation : Plusieurs centaines de musulmans devant l'ambassade du Danemark.

Réactions
- Italie :
  - Le président du Sénat italien, Marcello Pera, entouré de plusieurs ministres du gouvernement de Silvio Berlusconi, lance un manifeste pour « défendre l'Occident, traversé par une crise morale » et menacé « par le fondamentalisme et le terrorisme islamistes ».
  - Le ministre de la justice italien Roberto Castelli compare le fondamentalisme islamiste au nazisme. « L'extrémisme terroriste islamiste est une menace pour notre société comparable au nazisme »[85].
  - Oriana Fallaci prépare un texte sur Mahomet[86].
- Nigeria. Les affrontements entre musulmans et chrétiens à Onitsha dans l'État d'(Anambra auraient fait au moins 80 morts. Le calme relatif qui règne à Onitsha est trompeur : « la police ne doit pas se relâcher. Ce que nous connaissons c'est la paix du cimetière »[87].
- Égypte. Le ministre égyptien des Affaires étrangères affirme dans un journal danois avoir offert en vain au Danemark et à la communauté internationale la possibilité d'éviter la crise née des caricatures de Mahomet. Démenti par la diplomatie danoise le lendemain.

### 24 février 2006
Évènements
- Danemark (Copenhague). Le ministre danois des Affaires étrangères Per Stig Møller dément des propos de son homologue égyptien selon lesquels l'Égypte a offert en vain au Danemark et à la communauté internationale la possibilité d'éviter la crise née des caricatures.
- Angleterre (Londres). Une des caricatures a été affichée brièvement sur le panneau d'affichage d'une mairie britannique, conduisant la police à ouvrir une enquête.
- Biélorussie (Minsk). Publication : Un journal d'opposition, l'hebdomadaire Zgoda, s'est vu signifier qu'il pourrait être fermé pour avoir publié des caricatures de Mahomet. La rédaction du journal dénonce un prétexte saisi par les autorités.
- Finlande (Helsinki). Publication : La revue finlandaise Kaltio a licencié son rédacteur en chef à la suite de la publication dans ses pages d’une bande dessinée sur Mahomet dessinée par le dessinateur finlandais Ville Ranta, un auteur récemment invité à Angoulême et publié en France par Dargaud[88].
- Pakistan (Islamabad). Le chef de l'opposition islamiste et plusieurs dizaines de militants islamistes ont été arrêtés au Pakistan où des milliers de personnes ont manifesté malgré d'imposants déploiements des forces de l'ordre.

Réactions
- Organisation pour la sécurité et la coopération en Europe (Vienne). Plusieurs intervenants occidentaux devant l'assemblée parlementaire de l'Organisation pour la sécurité et la coopération en Europe rappellent que, dans l'affaire des caricatures de Mahomet, la liberté d'expression était l'un des piliers de la démocratie.
- Danemark :
  - L'ambassadeur danois en Syrie va retourner à son poste à Damas dans le but de rouvrir l'ambassade.
  - Le Danemark organisera le 10 mars à Copenhague une conférence sur le dialogue religieux et culturel.
  - Le quotidien danois Jyllands-Posten a reçu un prix de journalisme pour son initiative, le Prix Victor pour « avoir ouvert les yeux de tous en montrant comment il est facile de fissurer la liberté d'expression »[89].
- France. Reporters sans frontières (RSF) dénonce l'« acharnement » des autorités de Biélorussie contre l'hebdomadaire d'opposition Zgoda qui pourrait être fermé pour avoir publié les caricatures.
- Pays-Bas. Une entreprise néerlandaise annonce la mise en vente via internet de T-shirts portant l'une des caricatures de Mahomet.

### 25 février 2006
Évènements
- France (Lyon). Manifestation : De 250 musulmans (selon la direction centrale des Renseignements généraux) à 600 (selon les organisateurs), manifestent contre la publication des caricatures, à l'appel du Parti des musulmans de France (PMF). Les slogans alternaient entre le Français et des formules religieuses en arabe, comme « Allahou Akbar ».
- Pays-Bas (Amsterdam). Des bagarres ont éclaté lorsque des militants d'extrême-gauche s'en sont pris à une manifestation en faveur de la liberté d'expression organisée à Amsterdam pour défendre la publication de caricatures de Mahomet.

Réactions
- Danemark (Copenhague). L'auteur et comédien danois Flemming Jensen prépare, non sans appréhension, une pièce de théâtre sur le choc des civilisations avec en toile de fond la crise des caricatures de Mahomet.

### 26 février 2006
Événements
- Pakistan (Karâchi). Manifestation : 25 000 manifestants.
- Malaisie. Publication : Fermeture pour deux semaines d'un troisième quotidien qui avait publié une des caricatures.

Réactions
- Grèce (Athènes). Le chef de l'Église orthodoxe de Grèce, Mgr Christodoulos, exprime son inquiétude sur l'affaire des caricatures, n'excluant pas « le début d'une guerre des civilisations ou des religions ».

### 28 février 2006
Évènements
- France. Charlie Hebdo publie un manifeste de douze intellectuels intitulé « Ensemble contre le nouveau totalitarisme, l'islamisme ». Les douze signataires sont Ayaan Hirsi Ali (députée néerlandaise d'origine somalienne, scénariste du film "Submission"), Chahla Chafiq-Beski (écrivaine d'origine iranienne exilée en France), Caroline Fourest (essayiste française), Bernard-Henri Lévy (philosophe français), Irshad Manji (essayiste vivant au Canada, dont la famille avait fui l'Ouganda), Mehdi Mozaffari (universitaire d'origine iranienne exilé au Danemark), Maryam Namazie (écrivaine d'origine iranienne exilée en Grande-Bretagne), Taslima Nasreen (médecin et écrivaine exilée du Bangladesh après avoir été l'objet de menaces de mort par des islamistes), Salman Rushdie (écrivain britannique, condamné à mort par une fatwa de l'imam iranien Khomeiny en 1989), Antoine Sfeir (directeur de la revue Les Cahiers de l'Orient), Philippe Val (directeur de publication de Charlie Hebdo), Ibn Warraq (chercheur américain d'origine indo-pakistanaise, auteur de « Pourquoi je ne suis pas musulman »)[90],[91].
- États-Unis (Irvine). À l'appel de l'association islamiste « Muslim Student Union » 200 étudiants musulmans manifestent à l'université d'Irvine en Californie après que le club « College Republicans » de l'université eut décidé d'exposer les caricatures dans le cadre d'un forum sur le terrorisme[92].
- Pakistan (Karâchi). 5 000 jeunes pakistanais manifestent en criant « pendez ceux qui ont insulté le prophète ». Les enfants, âgés de 8 à 12 ans, brûlent un cercueil recouvert de drapeaux américains, israéliens et danois à un carrefour, sous la surveillance de policiers. La manifestation était organisée par Jamaat-e-Islami, le mouvement islamiste le plus important au Pakistan. Les enfants, dont certains portaient des uniformes et des bandeaux sur lesquels on pouvait lire « Dieu est grand », avaient été dispensés d'école pour y participer[93].

Réactions
- Danemark. Le Jyllands-Posten lance une diatribe contre le secrétaire général de l'ONU, Kofi Annan, lui reprochant des sous-entendus critiques vis-à-vis du Danemark[94].
- France. Le député Jean-Marc Roubaud (UMP) dépose une proposition de loi visant à qualifier d'injure toute attaque contre les fondements d'une religion, et notamment par le biais de dessin[95].

## Mars2006

### 1ermars2006
Évènements
Réactions
- Nigeria. Des responsables chrétiens du Nigéria ont condamné l'assassinat d'au moins 51 chrétiens et la destruction de plus de 31 églises dans le Nord du pays par des musulmans lors de manifestations provoquées par la publication de caricatures de Mahomet dans des journaux occidentaux[96].
- Cisjordanie. 63 % des Palestiniens considèrent que la violence était une réponse appropriée[97].

### 2 mars 2006
Évènements
- Monde. Publication : Au 2 mars 2006, 143 journaux dans 56 pays ont publié les caricatures de Mahomet. Aucun grand journal américain n'a publié les caricatures, bien que 14 journaux régionaux ou locaux les ont publiées[98].
- France. Publication : Charlie Hebdo gagne son procès contre le Conseil français du culte musulman (CFCM) qui espérait faire interdire le journal[99].
- Pakistan. acte : Une nouvelle église est brûlée par des musulmans, la "Basti Noori Gate Presbyterian Church"[100].
- Cisjordanie. Un diplomate danois en Cisjordanie a reçu une menace de mort liée à l'affaire des caricatures de Mahomet selon le chef de la représentation diplomatique danoise à Ramallah, Rolf Holmboe[101].

Réactions
- France. Daniel Leconte, producteur, réalisateur, et lauréat du prix Albert-Londres remercie le journal Charlie Hebdo pour sa défense de la liberté d'expression.« En refusant de céder à la peur, l'hebdo satirique a montré l'exemple à tous les médias »[102].

### 3 mars 2006
Évènements
- Danemark (Copenhague). Le journal Jyllands-Posten  traduit et republie le manifeste contre l'islam publié dans Charlie Hebdo[103].
- É.-U. (Chapel Hill). Un étudiant iranien, Taheri-azar, 22 ans, loue un 4x4 et fonce sur un point de rencontre d'étudiants, sur un campus universitaire de Caroline du Nord. Bien que, d'après la police, il ait eu l'intention de tuer, il n'y a que 9 blessés, dont 6 sont brièvement hospitalisés. L'agresseur, ancien étudiant du campus, a déclaré avoir agi pour protester contre la manière dont les musulmans sont traités dans le monde[104].

### 4 mars 2006
Événements
- Danemark (Copenhague). Le porte-parole des libéraux danois, Jen Rhode, révèle lors d'une interview à TV-Avisen qu'un groupe de douze hommes musulmans a essayé d'atteindre la fille d'un des caricaturistes Danois à son école. Fort heureusement celle-ci n'y était pas ce jour-là. Jen Rhode affirme aussi que les vies des douze caricaturistes sont bouleversées et qu'ils vivent cachés depuis les menaces de mort dont ils sont l'objet[105].

### 5 mars 2006
Évènements
Réactions
- Suisse (Berne). Le ministre de la Justice Christoph Blocher demande de la retenue dans la naturalisation des musulmans. « S'ils rejettent nos valeurs fondamentales, ils doivent quitter le pays ». D'après lui ce n'est pas le rôle de l'État de s'immiscer dans l'affaire des caricatures de Mahomet, car il s'agit maintenant d'une question de liberté individuelle et, dans ce cas, de liberté de la presse[106].

### 6 mars 2006
Événements
- États-Unis. Un avocat musulman Junaid Afeef va défendre un étudiant, Acton Gordon, qui avait publié les caricatures de Mahomet le journal The Daily Illini de l'université de l'Illinois[107].
- Canada. Publication : À l'Université de la Saskatchewan, un journal étudiant, The Sheaf, qui avait refusé de publier les caricatures de Mahomet, publie une caricature du Christ en train de faire une fellation à un porc. Deux semaines avant, un journal étudiant de l'université du Toronto faisait une caricature homosexuelle du Christ[108],[109].

Réactions

### 8 mars 2006
Évènements
- Inde (Srinagar, Cachemire indien). Manifestation : Des manifestants musulmans brûlent des drapeaux danois.

Réactions

### 10 mars 2006
Événements
- Danemark (Copenhague). À l'issue d'une conférence sur le dialogue culturel et religieux parrainée organisé par le gouvernement danois pour sortir de la crise, les représentants musulmans exigent une nouvelle fois les excuses du gouvernement danois et la construction d'un institut culturel musulman à Copenhague pour diffuser la culture musulmane. Le prédicateur égyptien Amr Khaled affirme vouloir « des lectures sérieuses, que ce soit par le biais de la télévision, de la presse, des livres ». Le dignitaire religieux koweïtien Tareq Al-Suwaidan, qui dirige une télévision islamique par satellite, Al-Risalah Islamic Channel, se montre encore plus exigeant. « Nous voulons aussi que l'on change les lois au Danemark et dans l'Union européenne : soit vous avez une liberté de parole pour tout le monde, incluant l'holocauste et l'antisémitisme, soit vous changez les lois pour respecter les figures religieuses comme celle de notre prophète Mahomet. Nous ne sommes pas en colère contre les caricatures, même si celle du prophète avec une bombe dans le turban le montrant comme un terroriste est une insulte inacceptable. Nous sommes en colère contre la manière dont votre gouvernement a géré cette affaire », a-t-il dit à l'adresse des Danois[110].

### 13 mars 2006
Évènements
- Norvège (Oslo). Un imam irakien réfugié en Norvège, le mollah Krekar, suscite la polémique en déclarant que l’islam vaincra dans ce qu’il appelle la guerre contre sa religion et l’ouest : « Nous sommes ceux qui allons vous changer. Regardez notre développement en Europe, les musulmans se répandent comme une nuée de moustiques »[111].
- Pakistan (Islamabad). Manifestation : Un millier de personnes réclament le boycottage des produits danois au cours d'une manifestation à Islamabad contre la publication des caricatures. Les militants d'un parti sunnite sillonnent le principal quartier commercial de la ville aux cris de « À bas Bush », « Pendez les caricaturistes ». Un autre rassemblement à Karâchi, capitale économique du pays, a réuni environ 200 femmes[112].

Réactions
- Danemark
  - Le ministre danois des Affaires étrangères Per Stig Møller reçoit une pétition de plus de 60 000 signatures appelant à la réconciliation entre le Danemark et le monde musulman après la crise autour des caricatures. Les organisateurs de la campagne « Forsoning Nu » ("Réconciliation maintenant") exhortent toutes les parties concernées, notamment les gouvernements danois et d'autres pays impliqués dans cette affaire, "à travailler ensemble pour résoudre ce conflit". « C'est une bonne initiative et cela montre que les Danois veulent avancer », déclare Per Stig Møller après avoir reçu la pétition[113].
  - Depuis l'affaire des caricatures, 45 % des Danois ont moins de sympathie pour les musulmans. Le Parti populaire danois (PPD) de Pia Kjærsgaard, qui n'hésite pas à qualifier les imams de « graines de mauvaise herbe », voit sa popularité augmenter. Allié du gouvernement libéral-conservateur, le PPD avait obtenu 13,3 % des suffrages aux législatives de février 2005. Il est maintenant crédité de 17,8 % des intentions de vote. D'après son vice-président, Peter Skaarup, « Les Danois constatent que nous avions raison, en affirmant pendant des années qu'il existe une cinquième colonne au Danemark, une sorte d'ennemi de l'intérieur qui mène une entreprise de sabotage dans le royaume »[114].
- Norvège. D'après un sondage, le Parti du progrès (FRP), qui avait obtenu 22,1 % des suffrages lors des législatives d'octobre 2005, recueille maintenant 31,8 % d'opinions favorables[114].
- Pakistan (Peshawar). Mollah Qureshi « Il n'y a pas de limite dans le temps… Si quelqu'un tue le caricaturiste dans 50 ans, il aura droit au million de dollars »[115].

### 14 mars 2006
Événements
Réactions
- Union européenne (Helsinki). Lors d'un séminaire international tenu à Helsinki, Erkki Tuomioja, ministre finlandais des Affaires étrangères, dont le pays exercera la présidence de l'UE à partir du 1er juillet, a déclaré : « Construire le dialogue : au-delà des caricatures  ». « L'Union européenne devrait chercher à s'engager dans un dialogue avec les musulmans modérés à la fois sur le plan international et national ». Cette rencontre, organisée par l'Institut finlandais des affaires étrangères (UPI), réunit notamment les ambassadeurs espagnol Máximo Cajal et turc Ali Yakital, dont les pays ont conjointement lancé une initiative en faveur du dialogue, baptisée « alliance des civilisations »[116].

### 16 mars 2006
Évènements
- Angleterre (Londres). Trois musulmans britanniques sont arrêtés en liaison avec la manifestation du 3 février à Londres, au cours de laquelle des appels au meurtre et à la haine raciale avaient été lancés : Uman Javed, 26 ans, de Birmingham, Abdul Rahman Saleem, 31 ans, et Omar Zaheer, 26 ans, (Londres). Deux autres hommes sont également arrêtés. Les manifestants avaient appelé à « massacrer ceux qui insultent l'islam », « Coupez la tête de ceux qui insultent l'islam », « Moques-toi aujourd'hui, tu mourras demain » ou encore « Europe vous allez payer. Les quatre fantastiques sont en route », une allusion aux attentats du 7 juillet 2005 à Londres[117].
- Allemagne (Cologne). Une association turque, l'Union des Démocrates turcs européens (UETD), qui revendique 20 000 adhérents en Allemagne, en Autriche et au Benelux, porte plainte contre le quotidien allemand Die Welt pour avoir publié les caricatures[118].

### 17 mars 2006
Évènements
- Danemark (Copenhague). Un réseau de 27 associations musulmanes va porter plainte contre le Danemark auprès de la commission des droits de l'homme de l'ONU, et aussi contre le journal danois Jyllands-Posten. Cette décision fait suite au refus de la justice danoise d'entamer une procédure[119].

Réactions

### 21 mars 2006
Événements
- Suède (Stockholm). Démission du ministre des Affaires étrangères Laila Freivalds. Le ministre avait menti en affirmant qu'il n'avait pas fait pression pour faire fermer le site web du parti politique qui voulait publier les caricatures de Mahomet. Ce mensonge avait confirmé l'impression de la population qu'il s'agissait d'une atteinte à la liberté d'expression[120].
- Angleterre (Pays de Galles). Publication : Dans l'édition de février du magazine Y Llan (Église en gallois) de l'Église anglicane de Galles, un dessin tiré du journal France-Soir, représentant Mahomet avec Bouddha ou le Christ illustrait un article sur les origines communes des religions monothéistes. À la suite de cette publication l'éditeur a été forcé de démissionner, les 500 exemplaires ont été rappelés, et l'archevêque de Galles, Dr Barry Morgan, a tout de suite contacté le secrétaire général du Conseil musulman de Galles Saleem Kidwai, pour s'excuser et pour l'assurer qu'il n'y avait eu aucune volonté d'offenser les musulmans. Saleem Kidwai a commenté cette affaire, en parlant d'erreur malheureuse. L'Église de Galles lance une enquête poussée pour savoir comment une caricature a pu être publiée[121].

Réactions
- Danemark. Le Premier ministre Anders Fogh Rasmussen critique le groupe laitier dano-suédois Arla Foods pour sa campagne de communication dans les médias arabes contre le boycott : la compagnie y condamnait les caricatures. Le porte-parole du parti libéral au pouvoir affirme que « Arla Foods a plié genoux de manière pitoyable devant les musulmans. Mes principes de liberté ne sont pas à vendre pour deux litres de lait ». Le boycottage a coûté 1,4 million d’euros par jour à la compagnie[122].

### 25 mars 2006
Événements
- Inde. Publication : Un livre d'histoire, « History of the World: Earliest Times to the Present Day » contenant un dessin représentant Mahomet est retiré du réseau de distribution Crossword, après les protestations de musulmans au gouvernement de l'État du Bengale de l'Ouest[123].

## Avril 2006
- 27 avril : Norvège. La Commission norvégienne des plaintes contre la presse disculpe le magazine chrétien Magazinet, l'un des premiers à avoir reproduit en Norvège les caricatures de Mahomet (le 10 janvier 2006), selon le principe que « Les personnes insultées et blessées ne peuvent se voir accorder un droit de veto sur ce qui peut être publié »[124],[125].

## Octobre 2006
- 26 octobre : La justice danoise donne finalement raison au journal Jyllands-Posten dans l'affaire des caricatures : le quotidien est acquitté par le juge du tribunal d'Århus[126]. Les associations et leur porte-parole Kasem Said Ahmad annoncent leur décision de faire appel de ce jugement.

## Documents
- (fr) « Caricatures de Mahomet, Histoire et conséquences d'une manipulation mondiale », ESISC, 11 février 2006.[PDF]
- (en) "Caricatures of Mohammad : The History and Consequences of a global manipulation", ESISC, 11 février 2006.[PDF]
- Carte mondiale des manifestations contre les caricatures (Web 2.0- Google Maps)
- (fr) "Le manifeste des douze : ensemble contre le nouveau totalitarisme", L'Express, 02.03.06
- (en) "Full text: Writers' statement on cartoons", BBC News, 01.03.06, Le "manifeste des douze" en anglais.

## Images
- Photographies des manifestations à Londres, In Their Own Words, Michelle Malkin
- Les émeutiers à Beyrouth déchirent un drapeau Suisse devant l'ambassade du Danemark.
- Images des émeutes du 5 février 2006 à Beyrouth sur le Nouvel Observateur.
- Galerie Flickr des manifestations du 17 février 2006 à New York, États-Unis

## Video
- Attaque syrienne sur les ambassades.
- Une vidéo islamiste appelant au boycott et au meurtre des dessinateurs danois
- Manifestation à Londres du 3 février 2006 par un groupe islamiste, Al-Muhajiroun, devant les ambassades du Danemark, de Norvège et de France, Nefa, [24mo]

## Audio
- RMC, émission Les Grandes Gueules, 6 février 2006, invité Mouloud Aounit, MRAP, à la 24e minute. Podcast.mp3.25mo
- RMC, émission Les Grandes Gueules, 6 février 2006, invité Mouloud Aounit, MRAP, Extrait, 680 ko, 2 sources :
- Radio québécoise Rockik.com, 6 février 2006, invité Maurice G. Dantec, 12mo|55minutes|mp3
- Libération, Podcast du 8 février 2006, l'équipe de Charlie Hebdo soulagée parle du numéro contenant une caricature de Mahomet "« C'est dur d'être aimé par des cons »". [3 min 20 s|3mo|mp3]
- En Tchétchénie, la politique instrumentalise les caricatures de Mahomet, par Éric Helque, Radio Vatican, 08.02.06. Le fichier audio
- Manipulation de la justice par le gouvernement français contre la liberté d'expression,